# Eurovision Song Contest 2024
Cuộc thi Ca khúc Truyền hình châu Âu 2024 (hay còn được gọi là Eurovision Song Contest 2024) là cuộc thi Ca khúc truyền hình châu Âu lần thứ 68. Cuộc thi diễn ra tại nhà thi đấu Malmö Arena ở thành phố Malmö, Thụy Điển, sau chiến thắng của quốc gia này tại cuộc thi năm 2023 với ca khúc "Tattoo", biểu diễn bởi Loreen. Cuộc thi do Liên hiệp Phát sóng châu Âu (EBU) và đài truyền hình quốc gia Thụy Điển Sveriges Television (SVT) đăng cai tổ chức, bao gồm hai vòng bán kết vào ngày 7 và 9 tháng 5, và đêm chung kết vào ngày 11 tháng 5 năm 2024. Petra Mede và Malin Åkerman đảm nhận vai trò người dẫn chương trình cho cuộc thi; Mede trước đó đã đảm nhiệm vai trò này tại cuộc thi năm 2013 và 2016.
37 quốc gia tham dự cuộc thi năm 2024. Luxembourg trở lại cuộc thi sau 31 năm vắng bóng kể từ lần cuối tham gia vào năm 1993, còn România không tham dự sau khi dự thi vào năm 2023. Do cáo buộc xúc phạm liên quan đến nghệ sĩ đại diện của họ với một thành viên trong tổ sản xuất của chương trình, Hà Lan bị truất quyền thi đấu giữa vòng bán kết 2 và chung kết; mặc dù vậy, Hà Lan vẫn được giữ quyền bầu chọn. Sự tham dự của Israel trong bối cảnh chiến tranh Israel – Hamas đã gây tranh cãi, và nhiều biện pháp tăng cường an ninh cho sự kiện đã được áp dụng.
Thụy Sĩ giành chiến thắng với bài hát "The Code", do Nemo trình diễn và do Nemo sáng tác cùng với Benjamin Alasu, Lasse Midtsian Nymann và Linda Dale. Thụy Sĩ đứng hạng nhất phần bầu chọn của giám khảo và hạng 5 phần bầu chọn của khán giả. Croatia đứng hạng nhất phần bầu chọn của khán giả và hạng hai chung cuộc, đánh dấu thứ hạng tốt nhất trong lịch sử dự thi của Croatia, kể từ khi trở thành quốc gia độc lập sau khi Nam Tư tan rã. Ukraina, Pháp và Israel hoàn thiện top 5 của năm nay. 163 triệu lượt khán giả tại 37 thị trường châu Âu đã theo dõi cuộc thi năm 2024 trên sóng truyền hình.

## Địa điểm

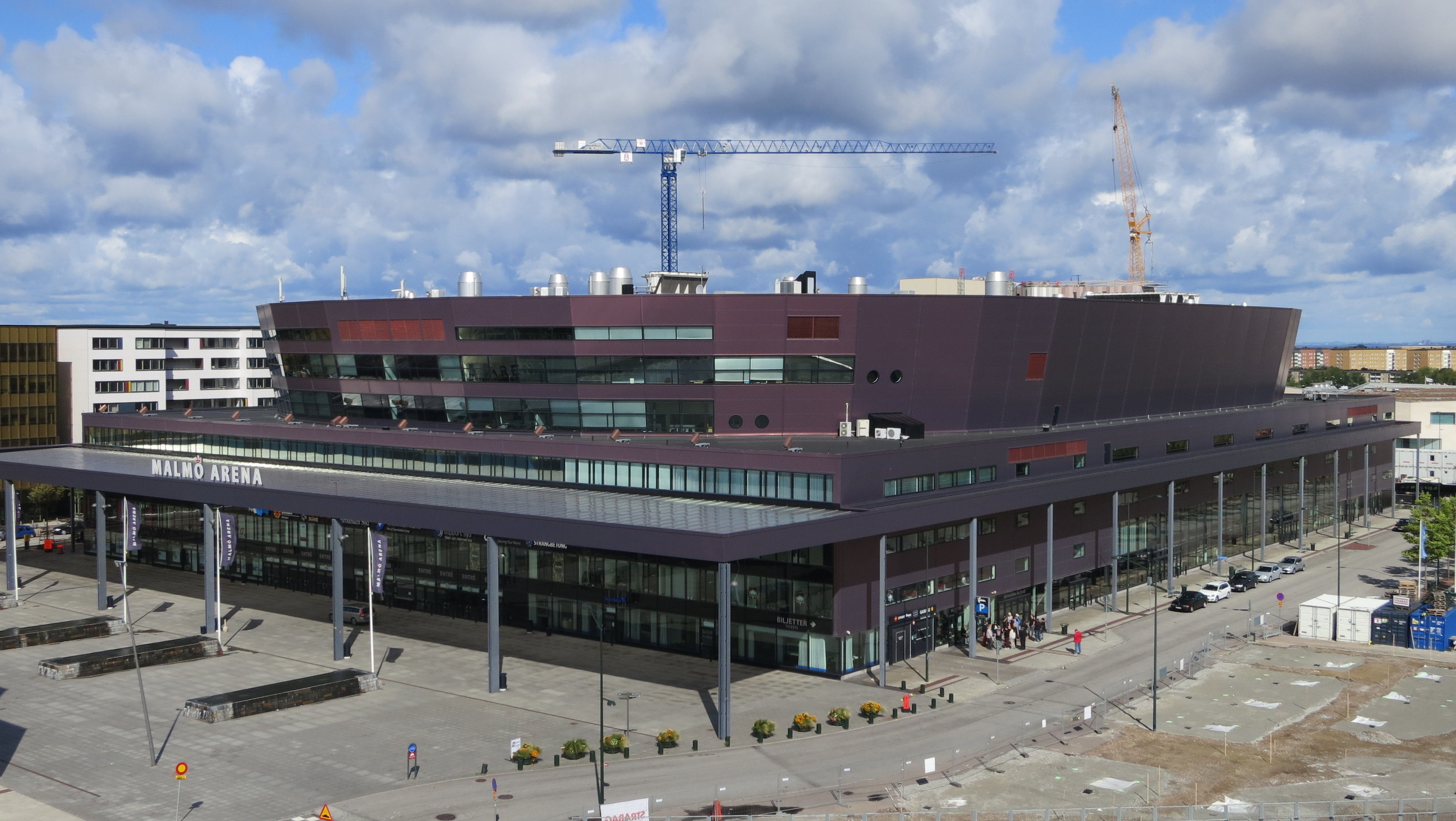
Malmö Arena – địa điểm tổ chức cuộc thi Eurovision năm 2024.

Cuộc thi Eurovision năm 2024  được tổ chức tại Malmö, Thụy Điển, sau khi quốc gia này chiến thắng cuộc thi năm 2023 với ca khúc "Tattoo" được biểu diễn bởi Loreen. Đây là lần thứ bảy Thụy Điển tổ chức cuộc thi kể từ khi quốc gia này đã từng đăng cai vào các năm 1975, 1985, 1992, 2000, 2013 và 2016. Địa điểm được chọn làm nơi tổ chức cuộc thi là nhà thi đấu Malmö Arena với sức chứa 15,500 người, đây cũng là nơi đã từng tổ chức nhiều sự kiện như các trận đấu bóng ném, bóng sàn và những buổi hòa nhạc. Nhà thi đấu trước đó đã tổ chức cuộc thi Eurovision vào năm 2013.

### Giai đoạn đấu thầu
Sau khi Thụy Điển giành chiến thắng cuộc thi năm 2023, các thành phố đầu tiên đã lập tức bày tỏ mong muốn đăng cai tổ chức cuộc thi năm 2024 là Stockholm, Göteborg và Malmö, ba thành phố lớn nhất Thụy Điển và trước kia cũng đã từng tổ chức cuộc thi. Bên cạnh đó, một số thành phố khác cũng đã bày tỏ ý định dự thầu, bao gồm Eskilstuna, Jönköping, Örnsköldsvik, Partille và Sandviken.
Đài SVT đã đặt ra thời hạn để các thành phố dự thầu là vào ngày 12 tháng 6 năm 2023. Vào ngày 7 tháng 6, Stockholm là thành phố đầu tiên chính thức đấu thầu. Ba ngày sau, Göteborg cũng đưa ra quyết định tương tự. Vào ngày 13 tháng 6, Malmö và Örnsköldsvik là hai thủ phủ cuối cùng gửi hồ sơ dự thầu. Ngay trước ngày kết thúc dự thầu, SVT công bố đã nhận được nhiều hồ sơ dự thầu từ một số thành phố tại Thụy Điển, và sau đó đã xác nhận rằng chỉ có Stockholm, Göteborg, Malmö và Örnsköldsvik đã gửi đơn dự thầu.
Trước đó, chính quyền đô thị của Sandviken đã tuyên bố sẽ không chính thức dự thầu, và Jönköping cũng có quyết định tương tự do nhà thi đấu của họ không đủ sức chứa. Vào ngày 7 tháng 7, đơn thầu của Göteborg và Örnsköldsvik đã bị loại bỏ. Vào cùng ngày, EBU và đài SVT đã chính thức thông báo Malmö sẽ đăng cai cuộc thi.
Ký hiệu:

 †  Thành phố chủ nhà
| Thành phố    | Địa điểm             | Thông tin | Nguồn                                                          |
| ------------ | -------------------- | --- | -------------------------------------------------------------- |
| Eskilstuna   | Stiga Sports Arena   | Đã từng là nơi tổ chức vòng cứu chót trong cuộc thi Melodifestivalen năm 2020. Nhà thi đấu không đáp ứng được yêu cầu của EBU về sức chứa.             | [ 15 ]                                                         |
| Göteborg     | Scandinavium         | Đã từng là nơi tổ chức cuộc thi Ca khúc Eurovision năm 1985, hiện đang chuẩn bị phá hủy và xây dựng lại.                                               | [ 4 ] [ 16 ] [ 17 ] [ 18 ] [ 19 ]                              |
| Jönköping    | Husqvarna Garden     | Đã từng là nơi tổ chức vòng loại cho cuộc thi Melodifestivalen năm 2007. Nhà thi đấu không đáp ứng được yêu cầu của EBU về sức chứa.                   | [ 20 ] [ 21 ]                                                  |
| Malmö†       | Malmö Arena          | Đã từng là nơi tổ chức cuộc thi Ca khúc Eurovision năm 2013.                                                                                           | [ 22 ] [ 23 ]                                                  |
| Örnsköldsvik | Hägglunds Arena      | Đã từng đăng cai tổ chức vòng loại cho cuộc thi Melodifestivalen năm 2007, 2010, 2014, 2018 và vòng bán kết của năm 2023.                              | [ 24 ]                                                         |
| Partille     | Partille Arena       | Đã từng là nơi tổ chức cuộc thi Eurovision Choir năm 2019. Nhà thi đấu không đáp ứng được yêu cầu của EBU về sức chứa.                                 | [ 25 ]                                                         |
| Sandviken    | Göransson Arena      | Đã từng đăng cai tổ chức vòng loại cho cuộc thi Melodifestivalen năm 2010. Được sự hợp tác của nhiều đô thị tại Gävleborg.                             | [ 26 ] [ 27 ]                                                  |
| Stockholm    | Friends Arena        | Hiện đang là địa điểm tổ chức vòng chung kết cuộc thi Melodifestivalen, trừ một lần, kể từ năm 2013. Đây là địa điểm được thành ủy Stockholm nhắm tới. | [ 28 ] [ 29 ] [ 30 ] [ 31 ] [ 32 ] [ 33 ] [ 34 ] [ 35 ] [ 36 ] |
| Stockholm    | Tele2 Arena          | — | [ 28 ] [ 29 ] [ 30 ] [ 31 ] [ 32 ] [ 33 ] [ 34 ] [ 35 ] [ 36 ] |
| Stockholm    | Nhà thi đấu tạm thời | Phương án này được đặt quanh việc xây dựng một nhà thi đấu tạm thời ở Frihamnen.                                                                       | [ 28 ] [ 29 ] [ 30 ] [ 31 ] [ 32 ] [ 33 ] [ 34 ] [ 35 ] [ 36 ] |

## Các quốc gia tham dự
Để đủ điều kiện tham gia cuộc thi Eurovision, các đài truyền hình quốc gia phải có tư cách là một thành viên của EBU và có khả năng phát sóng cuộc thi thông qua mạng viễn thông Eurovision trên toàn quốc. EBU đã gửi lời mời tham gia cuộc thi cho tất cả các thành viên chính.
Vào ngày 5 tháng 12 năm 2023, EBU công bố tổng cộng 37 quốc gia sẽ tham gia cuộc thi năm 2024. Luxembourg dự kiến sẽ trở lại cuộc thi sau 31 năm vắng bóng kể từ lần cuối tham gia vào năm 1993, còn România sẽ không tham dự sau khi dự thi vào năm 2023.
Hai nghệ sĩ trước đó đã từng dự thi Eurovision sẽ trở lại cuộc thi vào năm 2024: Natalia Barbu (đại diện Moldova vào năm 2007) và Hera Björk (đại diện Iceland vào năm 2010).
| Quốc gia    | Đài truyền hình    | Nghệ sĩ                     | Bài hát                                              | Ngôn ngữ                         | Sáng tác |
| ----------- | ------------------ | --------------------------- | ---------------------------------------------------- | -------------------------------- | --- |
| Albania     | RTSH               | Besa                        | "Titan"                                              | Tiếng Anh                        | Besa Kokëdhima Fabrice Grandjean Gia Koka Kledi Bahiti                                                                                       |
| Anh Quốc    | BBC                | Olly Alexander              | "Dizzy"                                              | Tiếng Anh                        | Oliver Alexander Thornton Danny L Harle |
| Áo          | ORF                | Kaleen                      | "We Will Rave"                                       | Tiếng Anh                        | Anderz Wrethov Jimmy Thörnfeldt Julie Aagaard [ sv ] Thomas Stengaard [ sv ]                                                                 |
| Armenia     | AMPTV              | Ladaniva                    | "Jako" (Ժակո)                                        | Tiếng Armenia                    | Audrey Leclercq Jaklin Baghdasaryan Louis Thomas                                                                                             |
| Azerbaijan  | İTV                | Fahree ft. Ilkin Dovlatov   | "Özünlə apar"                                        | Tiếng Anh, Tiếng Azerbaijan      | Edgar Ravin Fakhri Ismayilov Hasan Haydar Mado Salikh Mila Miles                                                                             |
| Ba Lan      | TVP                | Luna                        | "The Tower"                                          | Tiếng Anh                        | Aleksandra Katarzyna Wielgomas Max Cooke Paul Dixon                                                                                          |
| Bỉ          | RTBF               | Mustii                      | "Before the Party's Over"                            | Tiếng Anh                        | Arianna Damato Benoit Leclercq Charlotte Clark Nina Sampermans Pierre Dumoulin Thomas Mustin                                                 |
| Bồ Đào Nha  | RTP                | Iolanda                     | "Grito"                                              | Tiếng Bồ Đào Nha                 | Alberto Hernández Iolanda Costa |
| Séc         | ČT                 | Aiko                        | "Pedestal"                                           | Tiếng Anh                        | Alena Shirmanova-Kostebelova Steven Ansell                                                                                                   |
| Croatia     | HRT                | Baby Lasagna                | "Rim Tim Tagi Dim"                                   | Tiếng Anh                        | Marko Purišić |
| Đan Mạch    | DR                 | Saba                        | "Sand"                                               | Tiếng Anh                        | Jonas Thander [ sv ] Melanie Gabriella Hayrapetian Pil Kalinka Nygaard Jeppesen [ da ]                                                       |
| Đức         | NDR                | Isaak                       | "Always on the Run"                                  | Tiếng Anh                        | Greg Taro Isaak Guderian Kevin Lehr Leo Salminen                                                                                             |
| Estonia     | ERR                | 5miinust và Puuluup         | "(Nendest) narkootikumidest ei tea me (küll) midagi" | Tiếng Estonia                    | Karl Kivastik Kim Wennerström Kristjan Jakobson Marko Veisson [ et ] Mihkel Tamm Priit Tomson Ramo Teder [ et ]                              |
| Gruzia      | GPB                | Nutsa Buzaladze             | "Firefighter"                                        | Tiếng Anh                        | Ada Skitka Darko Dimitrov |
| Hà Lan      | AVROTROS           | Joost Klein                 | "Europapa"                                           | Tiếng Hà Lan                     | Donny Ellerström Dylan van Dael Joost Klein Paul Elstak Teun de Kruif Thijmen Melissant Tim Haars                                            |
| Hy Lạp      | ERT                | Marina Satti                | "Zari" (Ζάρι)                                        | Tiếng Hy Lạp, Tiếng Anh          | Gino Borri Jay Lewitt Stolar Jordan Richard Palmer Konstantin Plamenov Beshkov Manolis Solidakis Marina Satti Nick Kodonas Oge Vlospa [ el ] |
| Iceland     | RÚV                | Hera Björk                  | "Scared of Heights"                                  | Tiếng Anh                        | Ásdís María Viðarsdóttir Ferras Alqaisi Jaro Omar Michael Burek                                                                              |
| Ireland     | RTÉ                | Bambie Thug                 | "Doomsday Blue"                                      | Tiếng Anh                        | Bambie Ray Robinson Olivia Cassy Brooking Sam Matlock Tyler Ryder                                                                            |
| Israel      | IPBC               | Eden Golan                  | "Hurricane"                                          | Tiếng Anh, Tiếng Do Thái         | Avi Ohayon [ he ] Keren Peles Stav Beger |
| Latvia      | LTV                | Dons                        | "Hollow"                                             | Tiếng Anh                        | Artūrs Šingirejs Kate Northrop Liam Geddes                                                                                                   |
| Litva       | LRT                | Silvester Belt              | "Luktelk"                                            | Tiếng Litva                      | Džesika Šyvokaitė Elena Jurgaitytė Silvestras Beltė                                                                                          |
| Luxembourg  | RTL                | Tali                        | "Fighter"                                            | Tiếng Pháp, Tiếng Anh            | Ana Zimmer Dario Faini Manon Romiti Silvio Lisbonne                                                                                          |
| Malta       | PBS                | Sarah Bonnici               | "Loop"                                               | Tiếng Anh                        | Kevin Lee Leire Gotxi Angel Michael Joe Cini Sarah Bonnici Sebastian Pritchard-James                                                         |
| Moldova     | TRM                | Natalia Barbu               | "In the Middle"                                      | Tiếng Anh                        | Khris Richards Natalia Barbu |
| Na Uy       | NRK                | Gåte                        | "Ulveham"                                            | Tiếng Na Uy                      | Gunnhild Sundli Magnus Børmark [ no ] Jon Even Schärer [ no ] Marit Jensen Lillebuen Ronny Graff Janssen [ no ] Sveinung Ekloo Sundli [ no ] |
| Pháp        | France Télévisions | Slimane                     | "Mon amour"                                          | Tiếng Pháp                       | Meïr Salah Slimane Nebchi Yaacov Salah |
| Phần Lan    | Yle                | Windows95man                | "No Rules!"                                          | Tiếng Anh                        | Henri Piispanen Jussi Roine Teemu Keisteri                                                                                                   |
| San Marino  | SMRTV              | Megara                      | "11:11"                                              | Tiếng Tây Ban Nha                | Isra Dante Ramos Solomando Roberto la Lueta Ruiz Sara Jiménez Moral                                                                          |
| Serbia      | RTS                | Teya Dora                   | "Ramonda" (Рамонда)                                  | Tiếng Serbia                     | Andrijano Kadović Luka Jovanović Teodora Pavlovska                                                                                           |
| Síp         | CyBC               | Silia Kapsis                | "Liar"                                               | Tiếng Anh                        | Dimitris Kontopoulos Elke Tiel |
| Slovenia    | RTVSLO             | Raiven                      | "Veronika"                                           | Tiếng Slovene                    | Bojan Cvjetićanin [ sl ] Danilo Kapel Klavdija Kopina Martin Bezjak Peter Khoo Sara Briški Cirman                                            |
| Tây Ban Nha | RTVE               | Nebulossa                   | "Zorra"                                              | Tiếng Tây Ban Nha                | María Bas Mark Dasousa |
| Thụy Điển   | SVT                | Marcus & Martinus           | "Unforgettable"                                      | Tiếng Anh                        | Jimmy Thörnfeldt Joy Deb Linnea Deb Marcus Gunnarsen Martinus Gunnarsen                                                                      |
| Thụy Sĩ     | SRG SSR            | Nemo                        | "The Code"                                           | Tiếng Anh                        | Benjamin Alasu Lasse Midtsian Nymann Linda Dale Nemo Mettler                                                                                 |
| Úc          | SBS                | Electric Fields             | "One Milkali (One Blood)"                            | Tiếng Anh, Tiếng Yankunytjatjara | Michael Ross Zaachariaha Fielding |
| Ukraina     | Suspilne           | Alyona Alyona và Jerry Heil | "Teresa & Maria"                                     | Tiếng Ukraina, Tiếng Anh         | Aliona Savranenko Anton Chilibi Ivan Klymenko Yana Shemaieva                                                                                 |
| Ý           | RAI                | Angelina Mango              | "La noia"                                            | Tiếng Ý                          | Angelina Mango Dario Faini Francesca Calearo                                                                                                 |

### Các quốc gia khác
Các đài truyền hình hiện đang là thành viên của EBU hoạt động tại Andorra, Bosna và Hercegovina, Monaco và Slovakia đã xác nhận sẽ không tham gia cuộc thi trước khi EBU công bố danh sách các quốc gia dự thi. România không nằm trong danh sách các quốc gia dự thi được công bố vào ngày 5 tháng 12 năm 2023, tuy vậy đài TVR vẫn tiếp tục đàm phán với EBU qua thời hạn này về khả năng dự thi; vào ngày 25 tháng 1 năm 2024, đài TVR cuối cùng đã quyết định sẽ không tham dự cuộc thi năm 2024.

## Sản xuất
Eurovision Song Contest 2024 sẽ được đài truyền hình quốc gia Thụy Điển Sveriges Television (SVT) đảm nhiệm cho vai trò tổ chức sản xuất và phát sóng cuộc thi. Đội ngũ sản xuất chính sẽ bao gồm có Ebba Adielsson làm giám đốc sản xuất, Christel Tholse Willers làm giám đốc sản xuất điều phối mảng truyền thông, Tobias Åberg làm giám đốc phụ trách sản xuất, Johan Bernhagen làm giám đốc điều phối sản xuất, Christer Björkman làm nhà sản xuất cho cuộc thi và Per Blankens làm nhà sản xuất cho mảng truyền hình. Ngoài ra, đội ngũ bổ sung sẽ bao gồm có David Wessén làm giám đốc sản xuất, Mats Lindgren làm giám đốc pháp lý, Madeleine Sinding-Larsen làm giám đốc truyền thông, và Linnea Lopez làm trợ lý điều hành. Edward af Sillén và Daniel Réhn sẽ viết kịch bản cho chương trình. Robin Hofwander, Daniel Jelinek và Fredrik Bäcklund sẽ phụ trách đạo diễn. Phần lớn đội ngũ sản xuất cuộc thi năm 2024 đã sản xuất cho ba lần cuộc thi được đăng cai tại Thụy Điển trước đó: 2000, 2013 và 2016.
Hội đồng thành phố Malmö công bố sẽ đóng góp hơn 30 triệu SEK (khoảng 64 tỷ VND) vào ngân sách của cuộc thi.

### Khẩu hiệu và thiết kế đồ họa
Vào ngày 14 tháng 11 năm 2023, EBU thông báo sẽ giữ lại khẩu hiệu của cuộc thi năm 2023, "United by Music" (tạm dịch sang tiếng Việt: "Đoàn kết bởi âm nhạc"), làm khẩu hiệu chung cho toàn bộ cuộc thi Eurovision từ năm 2024 trở đi. Bộ thiết kế đồ họa cho cuộc thi năm 2024, mang tên "The Eurovision Lights" (tạm dịch sang tiếng Việt: "Ánh sáng Eurovision"), được ra mắt vào ngày 14 tháng 12 năm 2023. Được phác thảo bởi các cơ quan Uncut và Bold Scandinavia đặt trụ sở tại Stockholm, bộ thiết kế đồ họa được dựng xung quanh các khối màu gradient hướng dọc lấy cảm hứng từ ánh cực quang và bộ điều chỉnh âm tần.

### Thiết kế sân khấu

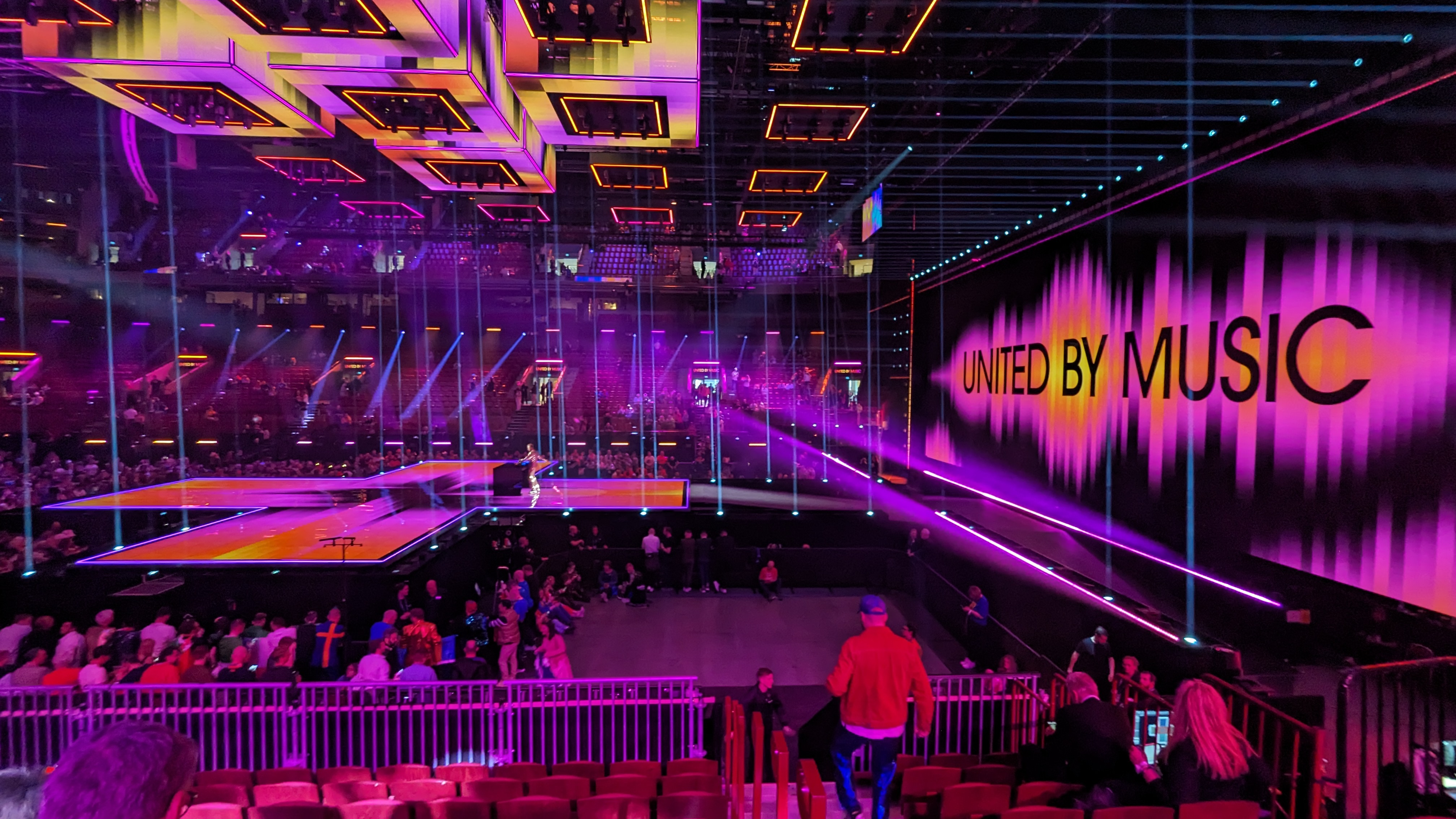
Sân khấu của cuộc thi

Thiết kế của sân khấu cho cuộc thi năm 2024 được phác thảo bởi nhà thiết kế sản xuất người Đức Florian Wieder, người đã thiết kế sân khấu cho sáu cuộc thi Eurovision trước đó, gần đây nhất là vào năm 2021. Nhà thiết kế người Thụy Điển Fredrik Stormby sẽ hỗ trợ trong mảng thiết kế ánh sáng và màn hình. Sân khấu cho cuộc thi năm 2024 sẽ mang khuôn hình dấu chữ thập với nhiều mảng khối LED, sàn LED chuyển động, kết hợp với các công nghệ video, ánh sáng khác nhằm "mang đến cho khán giả một trải nghiệm 360 độ độc đáo".

### Dẫn chương trình

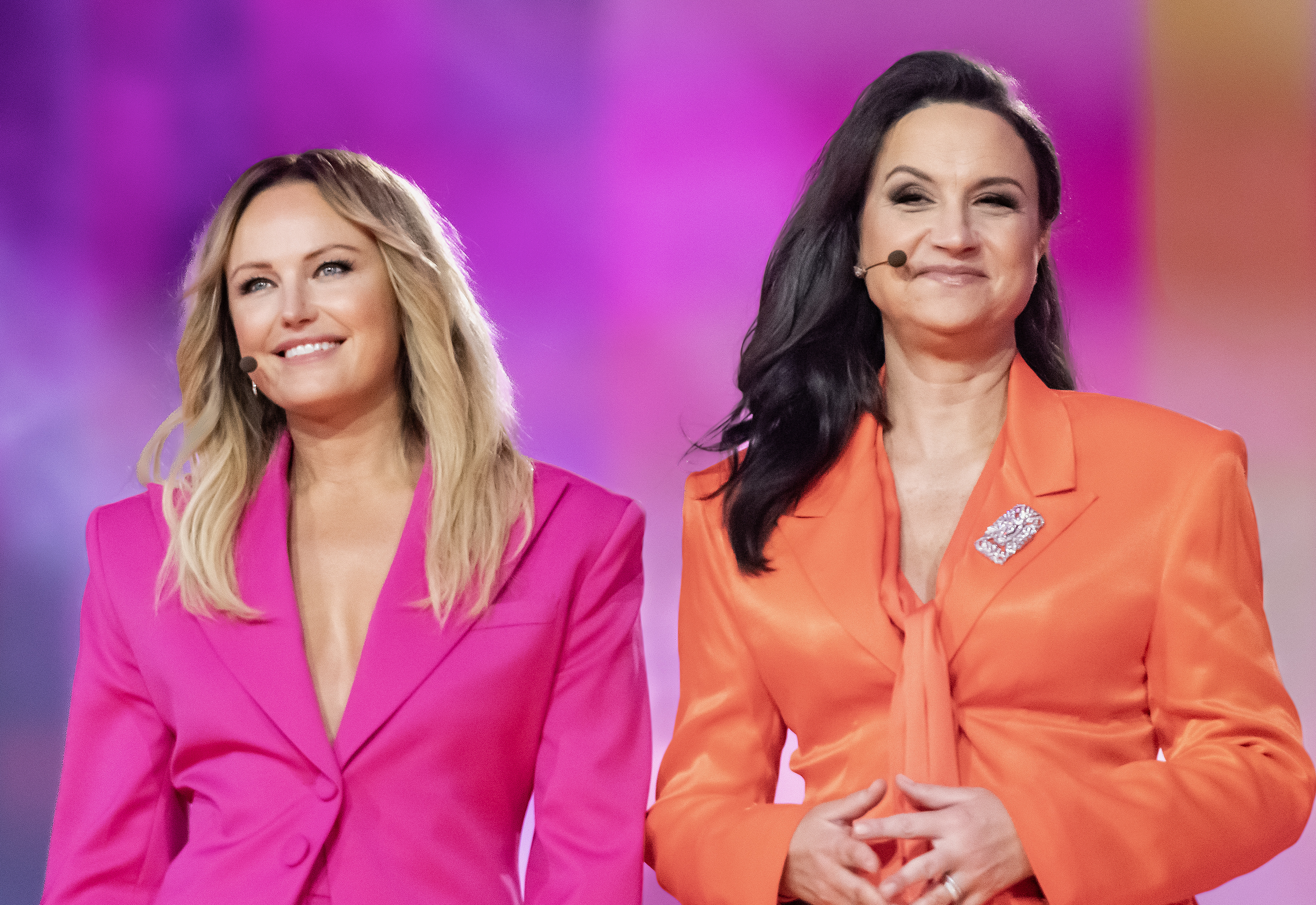
Malin Åkerman và Petra Mede, dẫn chương trình cuộc thi năm 2024

Dẫn chương trình và diễn viên hài người Thụy Điển Petra Mede, cùng với diễn viên người Mỹ gốc Thụy Điển Malin Åkerman, sẽ đảm nhiệm vai trò dẫn chương trình cho cuộc thi năm 2024. Mede trước đó đã đảm nhiệm vị trí dẫn chương trình tại cuộc thi năm 2013 và 2016, và đồng thời cũng dẫn dắt cho chương trình đặc biệt Eurovision Song Contest's Greatest Hits vào năm 2015 cùng với Graham Norton.

## Hình thức

### Bốc thăm chia bảng bán kết

Các nước tham dự vòng bán kết 1
Các nước được đặc cách vào vòng chung kết, nhưng cũng được quyền bầu chọn tại vòng bán kết 1
Các nước tham dự vòng bán kết 2
Các nước được đặc cách vào vòng chung kết, nhưng cũng được quyền bầu chọn tại vòng bán kết 2

Một buổi lễ bốc thăm được tổ chức vào ngày 30 tháng 1 năm 2024 lúc 19:00 (CET) tại tòa thị chính Malmö, nhằm chỉ định vòng bán kết nào các quốc gia sẽ tham dự trong hai vòng bán kết. 31 quốc gia dự thi hai vòng bán kết được chia vào 5 nhóm khác nhau dựa theo vị trí địa lý cũng như lịch sử bầu chọn trong những mùa giải trước của các nước, nhằm giảm khả năng các nước láng giềng bầu chọn cho nhau và gia tăng tính hồi hộp trong hai vòng bán kết. Ngoài ra, buổi lễ bốc thăm cũng xác định vòng bán kết nước chủ nhà Thụy Điển và các nước thuộc nhóm "Big Five" (Pháp, Đức, Ý, Tây Ban Nha và Anh Quốc) sẽ phát sóng và tham gia bầu chọn. Buổi lễ do Pernilla Månsson Colt và Farah Abadi dẫn chương trình, và bao gồm nghi thức trao phù hiệu đăng cai từ thành phố đăng cai tiền nhiệm, Liverpool, sang Malmö.
Với sự chấp thuận của ban chấp hành cuộc thi, Israel được xếp trước vào vòng bán kết 2 thể theo yêu cầu của đài truyền hình Kan, do ngày diễn tập cho vòng bán kết 1 rơi vào Yom HaShoah, ngày tưởng niệm nạn nhân nạn diệt chủng Holocaust ở Israel.
| Nhóm 1                                                 | Nhóm 2                                                 | Nhóm 3                                                              | Nhóm 4                                                     | Nhóm 5                                              |
| ------------------------------------------------------ | ------------------------------------------------------ | ------------------------------------------------------------------- | ---------------------------------------------------------- | --------------------------------------------------- |
| - Albania - Áo - Croatia - Serbia - Slovenia - Thụy Sĩ | - Đan Mạch - Estonia - Iceland - Na Uy - Phần Lan - Úc | - Armenia - Azerbaijan - Gruzia - Israel - Latvia - Litva - Ukraina | - Bồ Đào Nha - Hy Lạp - Ireland - Malta - San Marino - Síp | - Ba Lan - Bỉ - Hà Lan - Luxembourg - Moldova - Séc |

### Bầu chọn và bố cục cuộc thi
Trong những năm gần đây, các bài hát dự thi của Na Uy liên tục bị hội đồng giám khảo chuyên môn các nước không đánh giá cao, đặc biệt là năm 2019 và 2023 khi quốc gia này lần lượt xếp hạng ở vị trí thứ sáu và năm chung cuộc trong khi lại chiến thắng ở năm 2019 và đứng thứ ba trong năm 2023 trong phần bầu chọn của khán giả. Với đỉnh điểm là sau kết quả của cuộc thi năm 2023, khi Thụy Điển giành chiến thắng chung cuộc bất chấp việc Phần Lan thắng phần bầu chọn của khán giả đã gây ra nhiều tranh cãi, đài NRK của Na Uy đã bắt đầu đàm phán với EBU về khả năng sửa đổi quy trình bỏ phiếu của ban giám khảo. Trong một cuộc phỏng vấn, trưởng đoàn đại biểu của Na Uy, Stig Karlsen đã đề xuất giảm tỷ trọng điểm số của ban giám khảo từ 49,4% xuống còn 40% hoặc 30%. Tuy vậy, không có thay đổi nào trong hệ thống bầu chọn đã được áp dụng cho năm 2024.
Cổng bầu chọn dành cho khán giả từ các nước không dự thi, gọi chung là "phần còn lại của thế giới", được mở trong vòng 24 giờ trước khi một vòng thi bắt đầu. Ngoài ra, cổng bầu chọn của khán giả trong đêm chung kết được mở ngay trước khi tiết mục dự thi đầu tiên bắt đầu, và sẽ tiếp tục được mở trong vòng 25 phút sau tiết mục dự thi cuối cùng. Các nước "Big Five" cùng với nước đăng cai được trình diễn đầy đủ ca khúc dự thi của mình trong hai vòng bán kết.
Đài SVT ban đầu đã cân nhắc tinh chỉnh hình thức của cuộc thi nhằm cắt giảm khoảng một tiếng khỏi thời lượng của đêm chung kết, vốn đã tăng lên đáng kể kể từ khi các phân mục mới được thêm vào chương trình, như phần khai mạc diễu hành quốc kỳ vào năm 2013 và hệ thống bầu chọn tách riêng điểm của ban giám khảo với khán giả vào năm 2016. Thay đổi này cuối cùng không còn là ưu tiên, và thời lượng chương trình được rút ngắn tối đa là năm phút.

## Tổng thể cuộc thi

### Bán kết 1
Vòng bán kết đầu tiên đã diễn ra vào ngày 7 tháng 5 năm 2024 lúc 21:00 (CEST), với 15 quốc gia tham gia dự thi. Những quốc gia đó cộng với Anh Quốc, Đức và Thụy Điển, cùng với các nước không dự thi được gộp lại thành một bộ điểm từ "phần còn lại của thế giới", đã bình chọn trong vòng bán kết này.  Anh Quốc, Đức và Thụy Điển đồng thời sẽ trình diễn đầy đủ bài hát dự thi của mình đan xen giữa các tiết mục dự thi khác.. 10 quốc gia có điểm số cao nhất được quyền đi tiếp vào vòng Chung kết. Các quốc gia tô đậm giành được tấm vé vào vòng Chung kết.
| Thứ tự | Quốc gia   | Nghệ sĩ                     | Bài hát                   | Số điểm | Vị trí |
| ------ | ---------- | --------------------------- | ------------------------- | ------- | ------ |
| 1      | Síp        | Silia Kapsis                | "Liar"                    | 67      | 6      |
| 2      | Serbia     | Teya Dora                   | "Ramonda"                 | 47      | 10     |
| 3      | Litva      | Silvester Belt              | "Luktelk"                 | 119     | 4      |
| 4      | Ireland    | Bambie Thug                 | "Doomsday Blue"           | 124     | 3      |
| 5      | Ukraina    | Alyona Alyona và Jerry Heil | "Teresa & Maria"          | 173     | 2      |
| 6      | Ba Lan     | Luna                        | "The Tower"               | 35      | 12     |
| 7      | Croatia    | Baby Lasagna                | "Rim Tim Tagi Dim"        | 177     | 1      |
| 8      | Iceland    | Hera Björk                  | "Scared of Heights"       | 3       | 15     |
| 9      | Slovenia   | Raiven                      | "Veronika"                | 51      | 9      |
| 10     | Phần Lan   | Windows95man                | "No Rules!"               | 59      | 7      |
| 11     | Moldova    | Natalia Barbu               | "In the Middle"           | 20      | 13     |
| 12     | Azerbaijan | Fahree ft. Ilkin Dovlatov   | "Özünlə apar"             | 11      | 14     |
| 13     | Úc         | Electric Fields             | "One Milkali (One Blood)" | 41      | 11     |
| 14     | Bồ Đào Nha | Iolanda                     | "Grito"                   | 58      | 8      |
| 15     | Luxembourg | Tali                        | "Fighter"                 | 117     | 5      |

### Bán kết 2
Vòng bán kết thứ hai đã diễn ra vào ngày 9 tháng 5 năm 2024 lúc 21:00 (CEST), với 16 quốc gia tham gia dự thi. Những quốc gia đó cộng với Pháp, Tây Ban Nha và Ý, cùng với các nước không dự thi được gộp lại thành một bộ điểm từ "phần còn lại của thế giới", đã bình chọn trong vòng bán kết này. Pháp, Tây Ban Nha và Ý đồng thời sẽ trình diễn đầy đủ bài hát dự thi của mình đan xen giữa các tiết mục dự thi khác. 10 quốc gia có điểm số cao nhất được quyền đi tiếp vào vòng Chung kết. Các quốc gia tô đậm giành được tấm vé vào vòng Chung kết.
| Thứ tự | Quốc gia   | Nghệ sĩ             | Bài hát                                              | Số điểm | Vị trí |
| ------ | ---------- | ------------------- | ---------------------------------------------------- | ------- | ------ |
| 1      | Malta      | Sarah Bonnici       | "Loop"                                               | 13      | 16     |
| 2      | Albania    | Besa                | "Titan"                                              | 14      | 15     |
| 3      | Hy Lạp     | Marina Satti        | "Zari"                                               | 86      | 5      |
| 4      | Thụy Sĩ    | Nemo                | "The Code"                                           | 132     | 4      |
| 5      | Séc        | Aiko                | "Pedestal"                                           | 38      | 11     |
| 6      | Áo         | Kaleen              | "We Will Rave"                                       | 46      | 9      |
| 7      | Đan Mạch   | Saba                | "Sand"                                               | 36      | 12     |
| 8      | Armenia    | Ladaniva            | "Jako"                                               | 137     | 3      |
| 9      | Latvia     | Dons                | "Hollow"                                             | 72      | 7      |
| 10     | San Marino | Megara              | "11:11"                                              | 16      | 14     |
| 11     | Gruzia     | Nutsa Buzaladze     | "Firefighter"                                        | 54      | 8      |
| 12     | Bỉ         | Mustii              | "Before the Party's Over"                            | 18      | 13     |
| 13     | Estonia    | 5miinust và Puuluup | "(Nendest) narkootikumidest ei tea me (küll) midagi" | 79      | 6      |
| 14     | Israel     | Eden Golan          | "Hurricane"                                          | 194     | 1      |
| 15     | Na Uy      | Gåte                | "Ulveham"                                            | 43      | 10     |
| 16     | Hà Lan     | Joost Klein         | "Europapa"                                           | 182     | 2      |

### Chung kết
Vòng chung kết đã diễn ra vào ngày 11 tháng 5 năm 2024 lúc 21:00 (CEST), với 26 quốc gia tham gia dự thi. Ban giám khảo và khán giả từ tất cả 37 nước tham dự cuộc thi, cũng như khán giả từ các nước không dự thi được gộp lại thành một bộ điểm từ "phần còn lại của thế giới", đã bầu chọn trong vòng chung kết. Mặc dù đủ điều kiện tham gia vòng chung kết, Hà Lan đã bị truất quyền thi đấu do những cáo buộc xúc phạm liên quan đến đại diện Hà Lan với một thành viên trong tổ sản xuất của chương trình. Hà Lan đã được sắp xếp biểu diễn ở vị trí thứ 5 trong đêm chung kết. Vì sự cố trên, các quốc gia biểu diễn từ vị trí thứ 6 trở đi được đôn lên, và 25 quốc gia tham gia trong vòng chung kết thay vì 26. Hà Lan vẫn được quyền bình chọn trong đêm chung kết, và số thứ tự bình chọn của các quốc gia trong vòng chung kết vẫn được giữ nguyên như ban đầu.
Thụy Sĩ chiến thắng cuộc thi với bài hát "The Code", do Nemo biểu diễn và do Nemo cùng với Benjamin Alasu, Lasse Midtsian Nymann và Linda Dale sáng tác. Thụy Sĩ chiến thắng với 591 điểm, đồng thời giành chiến thắng từ hội đồng chuyên môn.
| Thứ tự | Quốc gia    | Nghệ sĩ                     | Bái hát                                              | Số điểm | Vị trí |
| ------ | ----------- | --------------------------- | ---------------------------------------------------- | ------- | ------ |
| 1      | Thụy Điển   | Marcus & Martinus           | "Unforgettable"                                      | 174     | 9      |
| 2      | Ukraina     | Alyona Alyona và Jerry Heil | "Teresa & Maria"                                     | 453     | 3      |
| 3      | Đức         | Isaak                       | "Always on the Run"                                  | 117     | 12     |
| 4      | Luxembourg  | Tali                        | "Fighter"                                            | 103     | 13     |
| 5      | Hà Lan      | Joost Klein                 | "Europapa"                                           | —       | —      |
| 6      | Israel      | Eden Golan                  | "Hurricane"                                          | 375     | 5      |
| 7      | Litva       | Silvester Belt              | "Luktelk"                                            | 90      | 14     |
| 8      | Tây Ban Nha | Nebulossa                   | "Zorra"                                              | 30      | 22     |
| 9      | Estonia     | 5miinust và Puuluup         | "(Nendest) narkootikumidest ei tea me (küll) midagi" | 37      | 20     |
| 10     | Ireland     | Bambie Thug                 | "Doomsday Blue"                                      | 278     | 6      |
| 11     | Latvia      | Dons                        | "Hollow"                                             | 64      | 16     |
| 12     | Hy Lạp      | Marina Satti                | "Zari"                                               | 126     | 11     |
| 13     | Anh Quốc    | Olly Alexander              | "Dizzy"                                              | 46      | 18     |
| 14     | Na Uy       | Gåte                        | "Ulveham"                                            | 16      | 25     |
| 15     | Ý           | Angelina Mango              | "La noia"                                            | 268     | 7      |
| 16     | Serbia      | Teya Dora                   | "Ramonda"                                            | 54      | 17     |
| 17     | Phần Lan    | Windows95man                | "No Rules!"                                          | 38      | 19     |
| 18     | Bồ Đào Nha  | Iolanda                     | "Grito"                                              | 152     | 10     |
| 19     | Armenia     | Ladaniva                    | "Jako"                                               | 183     | 8      |
| 20     | Síp         | Silia Kapsis                | "Liar"                                               | 78      | 15     |
| 21     | Thụy Sĩ     | Nemo                        | "The Code"                                           | 591     | 1      |
| 22     | Slovenia    | Raiven                      | "Veronika"                                           | 27      | 23     |
| 23     | Croatia     | Baby Lasagna                | "Rim Tim Tagi Dim"                                   | 547     | 2      |
| 24     | Gruzia      | Nutsa Buzaladze             | "Firefighter"                                        | 34      | 21     |
| 25     | Pháp        | Slimane                     | "Mon amour"                                          | 445     | 4      |
| 26     | Áo          | Kaleen                      | "We Will Rave"                                       | 24      | 24     |

## Kết quả chi tiết

### Bán kết 1
10 quốc gia đủ điều kiện vào vòng chung kết được quyết định hoàn toàn bởi bình chọn của khán giả. 15 quốc gia dự thi trong bán kết 1, cùng với Anh Quốc, Đức, Thụy Điển và các quốc gia không tham gia cuộc thi dưới một bộ điểm chung từ "phần còn lại của thế giới" tham gia bình chọn. 10 quốc gia đủ điều kiện được vào vòng chung kết được công bố theo thứ tự ngẫu nhiên, và kết quả chi tiết được công bố sau khi đêm chung kết kết thúc.
| Phương thức bình chọn: 100% Khán giả | Phương thức bình chọn: 100% Khán giả | Tổng điểm | Síp | Serbia | Litva | Ireland | Ukraina | Ba Lan | Croatia | Iceland | Slovenia | Phần Lan | Moldova | Azerbaijan | Úc | Bồ Đào Nha | Luxembourg | Đức | Thuỵ Điển | Anh Quốc | Phần còn lại của thế giới |
| Phương thức bình chọn: 100% Khán giả | Phương thức bình chọn: 100% Khán giả | Tổng điểm |     |        |       |         |         |        |         |         |          |          |         |            |    |            |            |     |           |          |                           |
| Quốc gia dự thi                      | Síp                                  | 67        |     | 4      |       | 1       |         |        | 4       | 4       | 7        | 2        | 12      | 12         | 7  | 8          | 4          |     | 1         | 1        |                           |
| Quốc gia dự thi                      | Serbia                               | 47        | 5   |        |       |         |         |        | 12      |         | 10       |          |         | 5          |    | 1          | 5          | 5   |           |          | 4                         |
| Quốc gia dự thi                      | Litva                                | 119       | 10  | 2      |       | 12      | 10      | 7      | 3       | 7       | 6        | 7        | 2       | 3          | 6  | 4          | 10         | 8   | 5         | 12       | 5                         |
| Quốc gia dự thi                      | Ireland                              | 124       | 6   | 7      | 8     |         | 8       | 8      | 6       | 3       | 4        | 8        | 5       | 6          | 10 | 7          | 6          | 6   | 6         | 10       | 10                        |
| Quốc gia dự thi                      | Ukraina                              | 173       | 12  | 6      | 12    | 8       |         | 12     | 8       | 10      | 8        | 10       | 10      | 10         | 8  | 12         | 8          | 10  | 10        | 7        | 12                        |
| Quốc gia dự thi                      | Ba Lan                               | 35        |     |        | 4     | 7       | 3       |        |         | 8       | 1        |          |         |            | 1  |            |            | 2   | 3         | 6        |                           |
| Quốc gia dự thi                      | Croatia                              | 177       | 7   | 12     | 10    | 10      | 12      | 10     |         | 12      | 12       | 12       | 8       | 7          | 12 | 6          | 7          | 12  | 12        | 8        | 8                         |
| Quốc gia dự thi                      | Iceland                              | 3         | 1   |        |       |         |         |        |         |         |          |          |         |            |    |            |            |     | 2         |          |                           |
| Quốc gia dự thi                      | Slovenia                             | 51        | 2   | 10     | 3     |         |         | 4      | 10      |         |          | 3        | 4       | 1          | 3  | 3          | 1          |     |           |          | 7                         |
| Quốc gia dự thi                      | Phần Lan                             | 59        |     |        | 6     | 5       | 6       | 5      | 5       | 6       | 3        |          |         |            | 5  |            | 2          | 3   | 8         | 4        | 1                         |
| Quốc gia dự thi                      | Moldova                              | 20        | 3   | 3      |       | 2       | 4       |        | 1       |         |          |          |         | 2          |    | 5          |            |     |           |          |                           |
| Quốc gia dự thi                      | Azerbaijan                           | 11        |     | 1      | 1     |         | 1       | 1      |         |         |          | 1        | 6       |            |    |            |            |     |           |          |                           |
| Quốc gia dự thi                      | Úc                                   | 41        |     |        | 2     | 4       |         | 2      |         | 2       |          | 5        | 1       |            |    | 2          | 3          | 4   | 4         | 5        | 2                         |
| Quốc gia dự thi                      | Bồ Đào Nha                           | 58        | 4   | 5      | 5     | 3       | 2       | 3      | 2       | 1       | 2        | 4        | 3       | 4          | 2  |            | 12         | 1   |           | 2        | 3                         |
| Quốc gia dự thi                      | Luxembourg                           | 117       | 8   | 8      | 7     | 6       | 7       | 6      | 7       | 5       | 5        | 6        | 7       | 8          | 4  | 10         |            | 7   | 7         | 3        | 6                         |

#### 12 điểm
Dưới đây là bảng tổng kết 12 điểm (điểm cao nhất) nhận được của các quốc gia trong bán kết 1. Croatia nhận được điểm tối đa từ 8 quốc gia, trong khi Ukraina nhận được 12 điểm từ 4 quốc gia và Phần còn lại của thế giới. Litva và Síp nhận được 12 điểm từ 2 quốc gia. Bồ Đào Nha và Serbia nhận được điểm tối đa từ 1 quốc gia.
| Số lượng | Quốc gia tham dự | Các quốc gia trao 12 điểm                                        |
| -------- | ---------------- | ---------------------------------------------------------------- |
| 8        | Croatia          | Đức, Iceland, Phần Lan, Serbia, Slovenia, Thụy Điển, Úc, Ukraina |
| 5        | Ukraina          | Ba Lan, Bồ Đào Nha, Litva, Síp, Phần còn lại của thế giới        |
| 2        | Litva            | Anh Quốc, Ireland                                                |
| 2        | Síp              | Azerbaijan, Moldova                                              |
| 1        | Bồ Đào Nha       | Luxembourg                                                       |
| 1        | Serbia           | Croatia                                                          |

### Bán kết 2
10 quốc gia đủ điều kiện vào vòng chung kết được quyết định hoàn toàn bởi bình chọn của khán giả. 16 quốc gia dự thi trong bán kết 2, cùng với Pháp, Tây Ban Nha, Ý và các quốc gia không tham gia cuộc thi dưới một bộ điểm chung từ "phần còn lại của thế giới" tham gia bình chọn. Riêng San Marino vì không thể đáp ứng được điều kiện bình chọn và không đưa ra được kết quả bình chọn hợp lệ, nên kết quả bình chọn của San Marino được thay thế bằng điểm bình chọn từ hội đồng giám khảo nước này. 10 quốc gia đủ điều kiện được vào vòng chung kết được công bố theo thứ tự ngẫu nhiên, và kết quả chi tiết được công bố sau khi đêm chung kết kết thúc.
| Phương thức bình chọn: 100% Khán giả 100% Hội đồng chuyên môn | Phương thức bình chọn: 100% Khán giả 100% Hội đồng chuyên môn | Tổng điểm | Malta | Albania | Hy Lạp | Thụy Sĩ | Séc | Áo | Đan Mạch | Armenia | Latvia | San Marino | Gruzia | Bỉ | Estonia | Israel | Na Uy | Hà Lan | Pháp | Ý  | Tây Ban Nha | Phần còn lại của thế giới |
| Phương thức bình chọn: 100% Khán giả 100% Hội đồng chuyên môn | Phương thức bình chọn: 100% Khán giả 100% Hội đồng chuyên môn | Tổng điểm |       |         |        |         |     |    |          |         |        |            |        |    |         |        |       |        |      |    |             |                           |
| Quốc gia dự thi                                               | Malta                                                         | 13        |       |         | 3      |         |     |    |          | 5       |        | 4          |        |    |         |        |       |        | 1    |    |             |                           |
| Quốc gia dự thi                                               | Albania                                                       | 14        |       |         | 5      | 3       |     |    |          |         |        | 2          |        |    |         |        |       | 7      |      | 4  |             |                           |
| Quốc gia dự thi                                               | Hy Lạp                                                        | 86        | 6     | 8       |        | 8       | 4   | 2  | 2        | 12      |        |            | 6      | 8  |         | 3      | 1     | 6      | 4    | 6  | 5           | 5                         |
| Quốc gia dự thi                                               | Thụy Sĩ                                                       | 132       | 8     | 5       | 7      |         | 8   | 8  | 6        | 7       | 7      | 12         | 5      | 7  | 7       | 4      | 7     | 8      | 8    | 8  | 4           | 6                         |
| Quốc gia dự thi                                               | Séc                                                           | 38        | 2     |         |        |         |     | 5  | 1        | 1       | 3      | 6          | 4      |    | 2       | 5      | 3     | 1      |      | 2  | 2           | 1                         |
| Quốc gia dự thi                                               | Áo                                                            | 46        | 3     | 4       | 4      | 4       | 2   |    | 3        | 4       | 2      |            | 1      | 1  | 3       | 8      | 2     | 2      |      |    | 3           |                           |
| Quốc gia dự thi                                               | Đan Mạch                                                      | 36        | 1     |         |        | 2       |     | 3  |          | 3       | 4      | 7          |        |    | 5       | 1      | 10    |        |      |    |             |                           |
| Quốc gia dự thi                                               | Armenia                                                       | 137       | 5     | 6       | 8      | 6       | 7   | 6  | 5        |         | 5      | 8          | 12     | 6  | 4       | 12     | 5     | 10     | 10   | 7  | 7           | 8                         |
| Quốc gia dự thi                                               | Latvia                                                        | 72        | 7     |         |        | 7       | 5   | 4  | 7        |         |        | 3          | 7      | 5  | 12      |        | 6     | 3      |      |    | 6           |                           |
| Quốc gia dự thi                                               | San Marino                                                    | 16        |       |         |        |         |     |    |          |         |        |            | 3      |    |         |        |       |        |      | 1  | 10          | 2                         |
| Quốc gia dự thi                                               | Gruzia                                                        | 54        | 4     | 7       | 6      |         | 1   | 1  |          | 10      |        |            |        | 2  | 1       | 6      |       |        | 6    | 5  | 1           | 4                         |
| Quốc gia dự thi                                               | Bỉ                                                            | 18        |       | 2       | 1      |         |     |    |          |         | 1      |            | 2      |    |         | 2      |       | 5      | 5    |    |             |                           |
| Quốc gia dự thi                                               | Estonia                                                       | 79        |       | 3       | 2      | 5       | 6   | 7  | 4        | 2       | 12     | 1          |        | 4  |         | 10     | 4     | 7      | 2    | 3  |             | 7                         |
| Quốc gia dự thi                                               | Israel                                                        | 194       | 10    | 12      | 10     | 12      | 12  | 10 | 12       | 6       | 10     |            | 10     | 10 | 8       |        | 12    | 12     | 12   | 12 | 12          | 12                        |
| Quốc gia dự thi                                               | Na Uy                                                         | 43        |       | 1       |        | 1       | 3   |    | 8        |         | 6      | 5          |        | 3  | 6       |        |       | 4      | 3    |    |             | 3                         |
| Quốc gia dự thi                                               | Hà Lan                                                        | 182       | 12    | 10      | 12     | 10      | 10  | 12 | 10       | 8       | 8      | 10         | 8      | 12 | 10      | 7      | 8     |        | 7    | 10 | 8           | 10                        |

#### 12 điểm
Dưới đây là bảng tổng kết 12 điểm (điểm cao nhất) nhận được của các quốc gia trong bán kết 2. Israel nhận được điểm tối đa từ 9 quốc gia và Phần còn lại của Thế giới, theo sau là Hà Lan, nhận được 12 điểm từ 4 quốc gia. Armenia nhận được 12 điểm từ 2 quốc gia, và Estonia, Hy Lạp, Latvia và Thụy Sĩ nhận được điểm tối đa từ 1 quốc gia.
| Số lượng | Quốc gia tham dự | Các quốc gia trao 12 điểm                                                                       |
| -------- | ---------------- | ----------------------------------------------------------------------------------------------- |
| 10       | Israel           | Albania, Séc, Đan Mạch, Hà Lan, Na Uy, Pháp, Tây Ban Nha, Thụy Sĩ, Ý, Phần còn lại của thế giới |
| 4        | Hà Lan           | Áo, Bỉ, Hy Lạp, Malta                                                                           |
| 2        | Armenia          | Gruzia, Israel                                                                                  |
| 1        | Estonia          | Latvia                                                                                          |
| 1        | Hy Lạp           | Armenia                                                                                         |
| 1        | Latvia           | Estonia                                                                                         |
| 1        | Thụy Sĩ          | San Marino                                                                                      |

### Chung kết
Kết quả đêm chung kết được quyết định bởi điểm khán giả bình chọn và điểm từ hội đồng giám khảo chuyên môn từ tất cả 37 quốc gia tham gia cuộc thi, cùng với điểm khán giả bình chọn từ các quốc gia không tham gia cuộc thi dưới một bộ điểm chung từ "phần còn lại của thế giới". Điểm của hội đồng giám khảo chuyên môn được trao cho từng quốc gia trong đêm chung kết thông qua người đại diện phát ngôn của quốc gia đó. Người đại diện phát ngôn công bố quốc gia nhận được 12 điểm, và những điểm còn lại sẽ được hiển thị trên màn hình. Sau khi nhận điểm từ tất cả các hội đồng giám khảo chuyên môn, điểm đến từ khán giả bình chọn được tổng hợp theo từng quốc gia dự thi chung kết và được công bố bởi người dẫn chương trình, bắt đầu từ quốc gia có tổng điểm từ hội đồng giám khảo chuyên môn thấp nhất đến cao nhất.
Thứ tự quốc gia sắp xếp trong bảng điểm chi tiết dựa theo thứ tự quốc gia công bố điểm từ hội đồng giám khảo chuyên môn trong đêm chung kết.
| Thứ hạng | Tổng điểm   | Tổng điểm | Hội đồng chuyên môn | Hội đồng chuyên môn | Khán giả    | Khán giả |
| Thứ hạng | Quốc gia    | Điểm      | Quốc gia            | Điểm                | Quốc gia    | Điểm     |
| -------- | ----------- | --------- | ------------------- | ------------------- | ----------- | -------- |
| 1        | Thụy Sĩ     | 591       | Thụy Sĩ             | 365                 | Croatia     | 337      |
| 2        | Croatia     | 547       | Pháp                | 218                 | Israel      | 323      |
| 3        | Ukraina     | 453       | Croatia             | 210                 | Ukraina     | 307      |
| 4        | Pháp        | 445       | Ý                   | 164                 | Pháp        | 227      |
| 5        | Israel      | 375       | Ukraina             | 146                 | Thụy Sĩ     | 226      |
| 6        | Ireland     | 278       | Ireland             | 142                 | Ireland     | 136      |
| 7        | Ý           | 268       | Bồ Đào Nha          | 139                 | Ý           | 104      |
| 8        | Armenia     | 183       | Thụy Điển           | 125                 | Hy Lạp      | 85       |
| 9        | Thụy Điển   | 174       | Armenia             | 101                 | Armenia     | 82       |
| 10       | Bồ Đào Nha  | 152       | Đức                 | 99                  | Litva       | 58       |
| 11       | Hy Lạp      | 126       | Luxembourg          | 83                  | Thụy Điển   | 49       |
| 12       | Đức         | 117       | Israel              | 52                  | Síp         | 44       |
| 13       | Luxembourg  | 103       | Anh Quốc            | 46                  | Estonia     | 33       |
| 14       | Litva       | 90        | Hy Lạp              | 41                  | Serbia      | 32       |
| 15       | Síp         | 78        | Latvia              | 36                  | Phần Lan    | 31       |
| 16       | Latvia      | 64        | Síp                 | 34                  | Latvia      | 28       |
| 17       | Serbia      | 54        | Litva               | 32                  | Luxembourg  | 20       |
| 18       | Anh Quốc    | 46        | Serbia              | 22                  | Gruzia      | 19       |
| 19       | Phần Lan    | 38        | Tây Ban Nha         | 19                  | Đức         | 18       |
| 20       | Estonia     | 37        | Áo                  | 19                  | Bồ Đào Nha  | 13       |
| 21       | Gruzia      | 34        | Gruzia              | 15                  | Slovenia    | 12       |
| 22       | Tây Ban Nha | 30        | Slovenia            | 15                  | Tây Ban Nha | 11       |
| 23       | Slovenia    | 27        | Na Uy               | 12                  | Áo          | 5        |
| 24       | Áo          | 24        | Phần Lan            | 7                   | Na Uy       | 4        |
| 25       | Na Uy       | 16        | Estonia             | 4                   | Anh Quốc    | 0        |
| —        | Hà Lan      | —         | Hà Lan              | —                   | Hà Lan      | —        |

| - Phương thức bình chọn: - 100% Khán giả - 100% Hội đồng chuyên môn | - Phương thức bình chọn: - 100% Khán giả - 100% Hội đồng chuyên môn | Tổng điểm | Điểm hội đồng chuyên môn | Điểm khán giả | Hội đồng giám khảo chuyên môn | Hội đồng giám khảo chuyên môn | Hội đồng giám khảo chuyên môn | Hội đồng giám khảo chuyên môn | Hội đồng giám khảo chuyên môn | Hội đồng giám khảo chuyên môn | Hội đồng giám khảo chuyên môn | Hội đồng giám khảo chuyên môn | Hội đồng giám khảo chuyên môn | Hội đồng giám khảo chuyên môn | Hội đồng giám khảo chuyên môn | Hội đồng giám khảo chuyên môn | Hội đồng giám khảo chuyên môn | Hội đồng giám khảo chuyên môn | Hội đồng giám khảo chuyên môn | Hội đồng giám khảo chuyên môn | Hội đồng giám khảo chuyên môn | Hội đồng giám khảo chuyên môn | Hội đồng giám khảo chuyên môn | Hội đồng giám khảo chuyên môn | Hội đồng giám khảo chuyên môn | Hội đồng giám khảo chuyên môn | Hội đồng giám khảo chuyên môn | Hội đồng giám khảo chuyên môn | Hội đồng giám khảo chuyên môn | Hội đồng giám khảo chuyên môn | Hội đồng giám khảo chuyên môn | Hội đồng giám khảo chuyên môn | Hội đồng giám khảo chuyên môn | Hội đồng giám khảo chuyên môn | Hội đồng giám khảo chuyên môn | Hội đồng giám khảo chuyên môn | Hội đồng giám khảo chuyên môn | Hội đồng giám khảo chuyên môn | Hội đồng giám khảo chuyên môn | Hội đồng giám khảo chuyên môn | Hội đồng giám khảo chuyên môn |
| - Phương thức bình chọn: - 100% Khán giả - 100% Hội đồng chuyên môn | - Phương thức bình chọn: - 100% Khán giả - 100% Hội đồng chuyên môn | Tổng điểm | Điểm hội đồng chuyên môn | Điểm khán giả | Ukraina                       | Anh Quốc                      | Luxembourg                    | Azerbaijan                    | San Marino                    | Malta                         | Croatia                       | Albania                       | Séc                           | Israel                        | Úc                            | Đan Mạch                      | Tây Ban Nha                   | Na Uy                         | Đức                           | Armenia                       | Slovenia                      | Gruzia                        | Thụy Sĩ                       | Moldova                       | Hy Lạp                        | Estonia                       | Hà Lan                        | Áo                            | Pháp                          | Ý                             | Phần Lan                      | Bồ Đào Nha                    | Bỉ                            | Iceland                       | Latvia                        | Ireland                       | Ba Lan                        | Síp                           | Litva                         | Serbia                        | Thụy Điển                     |
| - Phương thức bình chọn: - 100% Khán giả - 100% Hội đồng chuyên môn | - Phương thức bình chọn: - 100% Khán giả - 100% Hội đồng chuyên môn | Tổng điểm |                          |               |                               |                               |                               |                               |                               |                               |                               |                               |                               |                               |                               |                               |                               |                               |                               |                               |                               |                               |                               |                               |                               |                               |                               |                               |                               |                               |                               |                               |                               |                               |                               |                               |                               |                               |                               |                               |                               |
| Quốc gia dự thi                                                     | Thụy Điển                                                           | 174       | 125                      | 49            | 8                             | 6                             | 1                             | 5                             | 2                             |                               | 2                             |                               | 8                             |                               | 5                             | 5                             | 8                             | 3                             | 12                            |                               |                               |                               |                               | 1                             | 1                             | 6                             |                               |                               |                               | 6                             | 7                             | 3                             | 3                             | 1                             | 5                             | 10                            | 5                             | 2                             | 5                             | 5                             |                               |
| Quốc gia dự thi                                                     | Ukraina                                                             | 453       | 146                      | 307           |                               |                               | 5                             | 1                             |                               |                               | 7                             |                               | 12                            | 8                             | 1                             | 6                             |                               | 4                             | 4                             |                               |                               | 5                             | 2                             | 12                            | 2                             | 10                            | 2                             | 6                             | 10                            |                               | 8                             | 6                             | 1                             | 3                             | 8                             | 2                             | 10                            | 1                             | 6                             | 1                             | 3                             |
| Quốc gia dự thi                                                     | Đức                                                                 | 117       | 99                       | 18            | 7                             | 2                             | 4                             |                               | 1                             |                               |                               |                               | 5                             | 10                            |                               |                               | 5                             | 6                             |                               | 1                             |                               | 2                             |                               |                               | 5                             | 4                             | 5                             |                               | 8                             | 4                             | 3                             | 2                             | 8                             | 2                             | 4                             | 6                             | 4                             |                               | 1                             |                               |                               |
| Quốc gia dự thi                                                     | Luxembourg                                                          | 103       | 83                       | 20            | 1                             | 4                             |                               | 8                             |                               | 4                             | 5                             | 4                             |                               | 12                            | 2                             | 1                             |                               |                               | 3                             |                               | 5                             |                               |                               | 2                             | 3                             |                               |                               |                               | 7                             |                               | 4                             |                               |                               |                               |                               | 8                             |                               | 4                             |                               |                               | 6                             |
| Quốc gia dự thi                                                     | Israel                                                              | 375       | 52                       | 323           |                               |                               |                               |                               |                               | 3                             |                               |                               |                               |                               |                               |                               |                               | 8                             | 8                             |                               |                               | 3                             |                               | 3                             |                               | 5                             |                               |                               | 3                             |                               |                               |                               | 5                             |                               | 2                             |                               |                               | 8                             | 4                             |                               |                               |
| Quốc gia dự thi                                                     | Litva                                                               | 90        | 32                       | 58            | 5                             |                               |                               |                               |                               |                               |                               |                               |                               |                               |                               |                               |                               |                               | 1                             |                               |                               |                               |                               | 5                             |                               | 2                             | 4                             |                               | 1                             |                               |                               | 7                             |                               |                               |                               |                               |                               |                               |                               | 7                             |                               |
| Quốc gia dự thi                                                     | Tây Ban Nha                                                         | 30        | 19                       | 11            |                               |                               |                               |                               | 6                             |                               |                               |                               |                               |                               |                               |                               |                               |                               |                               |                               |                               |                               | 1                             |                               |                               |                               |                               | 4                             |                               | 7                             | 1                             |                               |                               |                               |                               |                               |                               |                               |                               |                               |                               |
| Quốc gia dự thi                                                     | Estonia                                                             | 37        | 4                        | 33            |                               |                               |                               |                               |                               |                               |                               |                               |                               |                               |                               |                               |                               |                               |                               |                               |                               |                               |                               |                               |                               |                               |                               | 2                             |                               | 2                             |                               |                               |                               |                               |                               |                               |                               |                               |                               |                               |                               |
| Quốc gia dự thi                                                     | Ireland                                                             | 278       | 142                      | 136           | 10                            | 7                             |                               | 10                            | 7                             | 7                             | 8                             |                               | 7                             |                               | 12                            | 7                             | 10                            |                               |                               |                               | 1                             |                               | 10                            |                               |                               |                               |                               | 3                             |                               | 10                            | 6                             | 10                            | 4                             | 7                             |                               |                               | 1                             |                               | 3                             | 2                             |                               |
| Quốc gia dự thi                                                     | Latvia                                                              | 64        | 36                       | 28            |                               | 3                             | 8                             |                               |                               | 5                             |                               |                               |                               |                               |                               | 4                             | 4                             |                               |                               |                               |                               | 8                             |                               |                               |                               | 1                             | 1                             |                               |                               |                               |                               |                               |                               |                               |                               |                               | 2                             |                               |                               |                               |                               |
| Quốc gia dự thi                                                     | Hy Lạp                                                              | 126       | 41                       | 85            |                               |                               |                               |                               |                               |                               |                               | 7                             |                               |                               |                               |                               |                               | 2                             |                               | 4                             | 2                             |                               | 12                            |                               |                               |                               |                               |                               | 4                             |                               |                               |                               |                               |                               |                               |                               |                               | 7                             |                               | 3                             |                               |
| Quốc gia dự thi                                                     | Anh Quốc                                                            | 46        | 46                       | 0             |                               |                               |                               |                               |                               |                               |                               |                               |                               |                               | 4                             |                               | 2                             |                               |                               |                               |                               |                               | 3                             |                               |                               |                               |                               |                               |                               |                               |                               | 4                             | 6                             | 8                             | 3                             | 4                             |                               |                               |                               | 4                             | 8                             |
| Quốc gia dự thi                                                     | Na Uy                                                               | 16        | 12                       | 4             |                               |                               |                               |                               |                               |                               |                               | 6                             | 1                             |                               |                               |                               |                               |                               |                               |                               |                               |                               |                               |                               |                               |                               |                               | 1                             |                               |                               | 2                             |                               |                               |                               |                               |                               |                               |                               | 2                             |                               |                               |
| Quốc gia dự thi                                                     | Ý                                                                   | 268       | 164                      | 104           | 2                             | 5                             |                               | 6                             | 10                            | 8                             | 6                             | 10                            |                               | 6                             | 7                             |                               | 1                             | 5                             | 2                             | 8                             | 3                             | 7                             | 6                             | 10                            | 8                             | 3                             | 6                             | 10                            |                               |                               |                               | 5                             | 7                             |                               |                               |                               | 7                             | 3                             |                               | 6                             | 7                             |
| Quốc gia dự thi                                                     | Serbia                                                              | 54        | 22                       | 32            |                               |                               |                               |                               |                               |                               | 3                             | 1                             |                               |                               |                               | 2                             |                               |                               |                               | 5                             | 4                             |                               |                               |                               |                               |                               |                               |                               |                               |                               |                               | 1                             |                               |                               |                               | 1                             |                               | 5                             |                               |                               |                               |
| Quốc gia dự thi                                                     | Phần Lan                                                            | 38        | 7                        | 31            |                               |                               |                               |                               | 4                             |                               |                               |                               |                               |                               | 3                             |                               |                               |                               |                               |                               |                               |                               |                               |                               |                               |                               |                               |                               |                               |                               |                               |                               |                               |                               |                               |                               |                               |                               |                               |                               |                               |
| Quốc gia dự thi                                                     | Bồ Đào Nha                                                          | 152       | 139                      | 13            | 3                             | 12                            | 3                             |                               | 5                             | 1                             | 12                            | 5                             | 3                             | 3                             |                               |                               | 3                             |                               |                               | 10                            | 8                             | 4                             | 7                             | 4                             | 6                             |                               | 8                             |                               | 12                            |                               |                               |                               | 2                             | 4                             | 1                             | 5                             | 6                             |                               | 8                             |                               | 4                             |
| Quốc gia dự thi                                                     | Armenia                                                             | 183       | 101                      | 82            |                               |                               | 2                             |                               | 8                             |                               |                               | 8                             | 6                             |                               |                               | 3                             |                               | 7                             | 7                             |                               | 7                             | 6                             | 4                             |                               | 4                             |                               | 3                             | 7                             | 6                             | 3                             |                               | 8                             |                               | 5                             | 7                             |                               |                               |                               |                               |                               |                               |
| Quốc gia dự thi                                                     | Síp                                                                 | 78        | 34                       | 44            |                               | 1                             | 7                             | 2                             | 3                             |                               | 1                             |                               |                               |                               | 6                             |                               |                               |                               |                               | 2                             |                               |                               |                               |                               | 10                            |                               |                               |                               |                               |                               |                               |                               |                               |                               |                               |                               |                               |                               |                               |                               | 2                             |
| Quốc gia dự thi                                                     | Thụy Sĩ                                                             | 591       | 365                      | 226           | 12                            | 10                            | 12                            | 12                            | 12                            | 12                            |                               | 12                            | 10                            | 5                             | 10                            | 12                            | 12                            | 12                            | 5                             | 7                             | 10                            | 12                            |                               | 7                             | 12                            | 12                            | 12                            | 12                            | 5                             | 12                            | 12                            | 12                            | 10                            | 6                             | 12                            | 12                            | 12                            | 6                             | 12                            | 10                            | 12                            |
| Quốc gia dự thi                                                     | Slovenia                                                            | 27        | 15                       | 12            |                               |                               |                               | 3                             |                               |                               | 10                            | 2                             |                               |                               |                               |                               |                               |                               |                               |                               |                               |                               |                               |                               |                               |                               |                               |                               |                               |                               |                               |                               |                               |                               |                               |                               |                               |                               |                               |                               |                               |
| Quốc gia dự thi                                                     | Croatia                                                             | 547       | 210                      | 337           | 4                             | 8                             | 6                             | 4                             |                               | 10                            |                               | 3                             | 2                             | 4                             | 8                             | 8                             |                               |                               | 6                             | 6                             | 6                             | 1                             | 8                             | 8                             |                               | 8                             | 7                             | 8                             | 2                             | 8                             | 10                            |                               |                               | 10                            | 6                             | 7                             | 8                             | 12                            | 10                            | 12                            | 10                            |
| Quốc gia dự thi                                                     | Gruzia                                                              | 34        | 15                       | 19            |                               |                               |                               | 7                             |                               | 2                             |                               |                               |                               | 2                             |                               |                               |                               | 1                             |                               | 3                             |                               |                               |                               |                               |                               |                               |                               |                               |                               |                               |                               |                               |                               |                               |                               |                               |                               |                               |                               |                               |                               |
| Quốc gia dự thi                                                     | Pháp                                                                | 445       | 218                      | 227           | 6                             |                               | 10                            |                               |                               | 6                             | 4                             |                               | 4                             | 1                             |                               | 10                            | 7                             | 10                            | 10                            | 12                            | 12                            | 10                            | 5                             | 6                             | 7                             | 7                             | 10                            | 5                             |                               | 1                             | 5                             |                               | 12                            | 12                            | 10                            | 3                             | 3                             | 10                            | 7                             | 8                             | 5                             |
| Quốc gia dự thi                                                     | Áo                                                                  | 24        | 19                       | 5             |                               |                               |                               |                               |                               |                               |                               |                               |                               | 7                             |                               |                               | 6                             |                               |                               |                               |                               |                               |                               |                               |                               |                               |                               |                               |                               | 5                             |                               |                               |                               |                               |                               |                               |                               |                               |                               |                               | 1                             |

| - Phương thức bình chọn: - 100% Khán giả - 100% Hội đồng chuyên môn | - Phương thức bình chọn: - 100% Khán giả - 100% Hội đồng chuyên môn | Tổng điểm | Điểm hội đồng chuyên môn | Điểm khán giả | Khán giả bình chọn | Khán giả bình chọn | Khán giả bình chọn | Khán giả bình chọn | Khán giả bình chọn | Khán giả bình chọn | Khán giả bình chọn | Khán giả bình chọn | Khán giả bình chọn | Khán giả bình chọn | Khán giả bình chọn | Khán giả bình chọn | Khán giả bình chọn | Khán giả bình chọn | Khán giả bình chọn | Khán giả bình chọn | Khán giả bình chọn | Khán giả bình chọn | Khán giả bình chọn | Khán giả bình chọn | Khán giả bình chọn | Khán giả bình chọn | Khán giả bình chọn | Khán giả bình chọn | Khán giả bình chọn | Khán giả bình chọn | Khán giả bình chọn | Khán giả bình chọn | Khán giả bình chọn | Khán giả bình chọn | Khán giả bình chọn | Khán giả bình chọn | Khán giả bình chọn | Khán giả bình chọn | Khán giả bình chọn | Khán giả bình chọn | Khán giả bình chọn | Khán giả bình chọn        |
| - Phương thức bình chọn: - 100% Khán giả - 100% Hội đồng chuyên môn | - Phương thức bình chọn: - 100% Khán giả - 100% Hội đồng chuyên môn | Tổng điểm | Điểm hội đồng chuyên môn | Điểm khán giả | Ukraina            | Anh Quốc           | Luxembourg         | Azerbaijan         | San Marino         | Malta              | Croatia            | Albania            | Séc                | Israel             | Úc                 | Đan Mạch           | Tây Ban Nha        | Na Uy              | Đức                | Armenia            | Slovenia           | Gruzia             | Thụy Sĩ            | Moldova            | Hy Lạp             | Estonia            | Hà Lan             | Áo                 | Pháp               | Ý                  | Phần Lan           | Bồ Đào Nha         | Bỉ                 | Iceland            | Latvia             | Ireland            | Ba Lan             | Síp                | Litva              | Serbia             | Thụy Điển          | Phần còn lại của thế giới |
| - Phương thức bình chọn: - 100% Khán giả - 100% Hội đồng chuyên môn | - Phương thức bình chọn: - 100% Khán giả - 100% Hội đồng chuyên môn | Tổng điểm |                          |               |                    |                    |                    |                    |                    |                    |                    |                    |                    |                    |                    |                    |                    |                    |                    |                    |                    |                    |                    |                    |                    |                    |                    |                    |                    |                    |                    |                    |                    |                    |                    |                    |                    |                    |                    |                    |                    |                           |
| Quốc gia dự thi                                                     | Thụy Điển                                                           | 174       | 125                      | 49            |                    |                    |                    |                    |                    | 1                  | 2                  |                    | 3                  |                    |                    | 6                  |                    | 10                 |                    |                    | 1                  |                    |                    | 8                  | 1                  | 1                  |                    |                    |                    |                    |                    |                    |                    | 7                  |                    |                    | 2                  | 1                  | 1                  | 5                  |                    |                           |
| Quốc gia dự thi                                                     | Ukraina                                                             | 453       | 146                      | 307           |                    | 6                  | 7                  | 8                  | 10                 | 12                 | 8                  | 7                  | 12                 | 10                 | 6                  | 10                 | 10                 | 8                  | 8                  | 3                  | 8                  | 12                 | 6                  | 12                 | 3                  | 12                 | 8                  | 7                  | 8                  | 10                 | 6                  | 10                 | 7                  | 5                  | 10                 | 8                  | 12                 | 8                  | 12                 |                    | 8                  | 10                        |
| Quốc gia dự thi                                                     | Đức                                                                 | 117       | 99                       | 18            |                    |                    | 1                  |                    |                    |                    |                    |                    |                    | 8                  |                    |                    |                    |                    |                    |                    |                    |                    | 3                  |                    |                    |                    |                    | 4                  |                    |                    |                    |                    |                    | 2                  |                    |                    |                    |                    |                    |                    |                    |                           |
| Quốc gia dự thi                                                     | Luxembourg                                                          | 103       | 83                       | 20            |                    |                    |                    |                    |                    |                    |                    |                    |                    | 12                 |                    |                    |                    |                    |                    |                    |                    |                    |                    |                    |                    |                    |                    |                    | 3                  |                    |                    |                    | 1                  |                    |                    |                    |                    |                    |                    |                    |                    | 4                         |
| Quốc gia dự thi                                                     | Israel                                                              | 375       | 52                       | 323           |                    | 12                 | 12                 | 7                  | 12                 | 5                  |                    | 10                 | 10                 |                    | 12                 | 8                  | 12                 | 5                  | 12                 | 1                  | 10                 | 8                  | 12                 | 10                 | 7                  | 6                  | 12                 | 10                 | 12                 | 12                 | 12                 | 12                 | 12                 | 8                  | 7                  | 10                 | 5                  | 10                 | 3                  | 3                  | 12                 | 12                        |
| Quốc gia dự thi                                                     | Litva                                                               | 90        | 32                       | 58            | 7                  | 8                  | 4                  |                    | 1                  |                    |                    |                    | 1                  |                    |                    | 1                  | 1                  | 3                  | 2                  |                    |                    |                    |                    |                    |                    | 4                  | 1                  |                    |                    |                    |                    |                    |                    | 4                  | 8                  | 7                  | 3                  |                    |                    |                    | 3                  |                           |
| Quốc gia dự thi                                                     | Tây Ban Nha                                                         | 30        | 19                       | 11            |                    |                    |                    |                    |                    |                    |                    |                    |                    |                    |                    |                    |                    |                    |                    |                    |                    |                    |                    |                    |                    |                    |                    |                    | 2                  | 1                  | 3                  | 3                  |                    |                    |                    | 2                  |                    |                    |                    |                    |                    |                           |
| Quốc gia dự thi                                                     | Estonia                                                             | 37        | 4                        | 33            | 4                  |                    |                    |                    |                    |                    | 4                  |                    |                    |                    |                    |                    |                    |                    |                    |                    |                    |                    |                    |                    |                    |                    |                    |                    |                    |                    | 7                  |                    |                    |                    | 12                 |                    |                    |                    | 6                  |                    |                    |                           |
| Quốc gia dự thi                                                     | Ireland                                                             | 278       | 142                      | 136           | 8                  | 10                 |                    | 4                  | 2                  | 4                  | 5                  |                    | 6                  |                    | 8                  | 3                  | 7                  | 4                  | 1                  | 2                  | 2                  | 4                  |                    | 2                  | 2                  | 2                  | 6                  | 2                  |                    | 3                  | 5                  | 5                  | 2                  | 3                  | 3                  |                    | 6                  | 2                  | 5                  | 7                  | 4                  | 7                         |
| Quốc gia dự thi                                                     | Latvia                                                              | 64        | 36                       | 28            | 5                  | 4                  |                    |                    |                    |                    |                    |                    |                    |                    |                    | 4                  |                    | 2                  |                    |                    |                    | 1                  |                    |                    |                    | 3                  |                    |                    |                    |                    |                    |                    |                    |                    |                    | 5                  |                    |                    | 4                  |                    |                    |                           |
| Quốc gia dự thi                                                     | Hy Lạp                                                              | 126       | 41                       | 85            |                    | 1                  | 5                  | 1                  | 7                  | 2                  |                    | 4                  | 2                  |                    | 3                  |                    | 2                  |                    | 5                  | 10                 |                    | 2                  | 4                  | 3                  |                    |                    | 4                  |                    | 1                  | 2                  |                    |                    | 4                  |                    |                    |                    |                    | 12                 |                    | 8                  |                    | 3                         |
| Quốc gia dự thi                                                     | Anh Quốc                                                            | 46        | 46                       | 0             |                    |                    |                    |                    |                    |                    |                    |                    |                    |                    |                    |                    |                    |                    |                    |                    |                    |                    |                    |                    |                    |                    |                    |                    |                    |                    |                    |                    |                    |                    |                    |                    |                    |                    |                    |                    |                    |                           |
| Quốc gia dự thi                                                     | Na Uy                                                               | 16        | 12                       | 4             | 3                  |                    |                    |                    |                    |                    |                    |                    |                    |                    |                    |                    |                    |                    |                    |                    |                    |                    |                    |                    |                    |                    |                    |                    |                    |                    | 1                  |                    |                    |                    |                    |                    |                    |                    |                    |                    |                    |                           |
| Quốc gia dự thi                                                     | Ý                                                                   | 268       | 164                      | 104           |                    |                    | 3                  | 3                  | 3                  | 8                  | 7                  | 8                  |                    | 7                  |                    |                    | 4                  |                    | 3                  | 6                  | 3                  | 3                  | 8                  | 4                  | 4                  |                    | 2                  | 1                  | 4                  |                    |                    | 4                  | 3                  |                    |                    | 1                  | 4                  | 3                  | 2                  | 4                  | 1                  | 1                         |
| Quốc gia dự thi                                                     | Serbia                                                              | 54        | 22                       | 32            |                    |                    |                    |                    |                    | 3                  | 12                 | 2                  |                    |                    |                    |                    |                    |                    |                    |                    | 5                  |                    | 5                  |                    |                    |                    |                    | 5                  |                    |                    |                    |                    |                    |                    |                    |                    |                    |                    |                    |                    |                    |                           |
| Quốc gia dự thi                                                     | Phần Lan                                                            | 38        | 7                        | 31            | 2                  | 3                  |                    |                    |                    |                    |                    |                    |                    |                    | 4                  | 2                  |                    | 1                  |                    |                    |                    |                    |                    |                    |                    | 8                  |                    |                    |                    |                    |                    |                    |                    | 1                  | 1                  | 3                  | 1                  |                    |                    |                    | 5                  |                           |
| Quốc gia dự thi                                                     | Bồ Đào Nha                                                          | 152       | 139                      | 13            |                    |                    | 6                  |                    |                    |                    |                    |                    |                    |                    |                    |                    |                    |                    |                    |                    |                    |                    | 2                  |                    |                    |                    |                    |                    | 5                  |                    |                    |                    |                    |                    |                    |                    |                    |                    |                    |                    |                    |                           |
| Quốc gia dự thi                                                     | Armenia                                                             | 183       | 101                      | 82            | 1                  |                    |                    |                    |                    |                    | 3                  | 1                  | 5                  | 6                  | 1                  |                    | 3                  |                    | 4                  |                    |                    | 10                 | 1                  | 1                  | 5                  |                    | 3                  | 3                  | 10                 | 4                  |                    | 2                  | 5                  |                    | 2                  |                    |                    | 4                  |                    | 1                  | 2                  | 5                         |
| Quốc gia dự thi                                                     | Síp                                                                 | 78        | 34                       | 44            |                    |                    |                    | 6                  | 4                  |                    |                    | 5                  |                    | 1                  | 5                  |                    |                    |                    |                    | 4                  | 6                  |                    |                    |                    | 12                 |                    |                    |                    |                    |                    |                    | 1                  |                    |                    |                    |                    |                    |                    |                    |                    |                    |                           |
| Quốc gia dự thi                                                     | Thụy Sĩ                                                             | 591       | 365                      | 226           | 12                 | 5                  | 2                  | 10                 | 5                  | 6                  | 1                  | 3                  | 7                  |                    | 7                  | 5                  | 6                  | 6                  | 7                  | 8                  | 4                  | 7                  |                    | 5                  | 8                  | 7                  | 7                  | 8                  | 6                  | 7                  | 8                  | 6                  | 6                  | 6                  | 4                  | 6                  | 8                  | 6                  | 8                  | 6                  | 7                  | 6                         |
| Quốc gia dự thi                                                     | Slovenia                                                            | 27        | 15                       | 12            |                    |                    |                    |                    |                    |                    | 10                 |                    |                    |                    |                    |                    |                    |                    |                    |                    |                    |                    |                    |                    |                    |                    |                    |                    |                    |                    |                    |                    |                    |                    |                    |                    |                    |                    |                    | 2                  |                    |                           |
| Quốc gia dự thi                                                     | Croatia                                                             | 547       | 210                      | 337           | 10                 | 7                  | 10                 | 12                 | 8                  | 10                 |                    | 12                 | 8                  | 5                  | 10                 | 12                 | 8                  | 12                 | 10                 | 7                  | 12                 | 5                  | 10                 | 7                  | 6                  | 10                 | 10                 | 12                 | 7                  | 8                  | 10                 | 7                  | 8                  | 12                 | 5                  | 12                 | 10                 | 5                  | 10                 | 12                 | 10                 | 8                         |
| Quốc gia dự thi                                                     | Gruzia                                                              | 34        | 15                       | 19            |                    |                    |                    | 5                  |                    |                    |                    |                    |                    | 4                  |                    |                    |                    |                    |                    | 5                  |                    |                    |                    |                    |                    |                    |                    |                    |                    | 5                  |                    |                    |                    |                    |                    |                    |                    |                    |                    |                    |                    |                           |
| Quốc gia dự thi                                                     | Pháp                                                                | 445       | 218                      | 227           | 6                  | 2                  | 8                  | 2                  | 6                  | 7                  | 6                  | 6                  | 4                  | 2                  | 2                  | 7                  | 5                  | 7                  | 6                  | 12                 | 7                  | 6                  | 7                  | 6                  | 10                 | 5                  | 5                  | 6                  |                    | 6                  | 4                  | 8                  | 10                 | 10                 | 6                  | 4                  | 7                  | 7                  | 7                  | 10                 | 6                  | 2                         |
| Quốc gia dự thi                                                     | Áo                                                                  | 24        | 19                       | 5             |                    |                    |                    |                    |                    |                    |                    |                    |                    | 3                  |                    |                    |                    |                    |                    |                    |                    |                    |                    |                    |                    |                    |                    |                    |                    |                    | 2                  |                    |                    |                    |                    |                    |                    |                    |                    |                    |                    |                           |

## Phát sóng
Các đài truyền hình quốc gia dự thi có thể phái một hoặc nhiều bình luận viên trực tiếp hay gián tiếp để phổ biến thông tin chi tiết về cuộc thi và thể lệ bầu chọn cho khán giả nước sở tại. Mặc dù mỗi nước phải phát sóng ít nhất vòng bán kết chính nước đó được xếp vào bầu chọn và đêm chung kết, hầu hết các đài đều phát sóng cả ba vòng thi với lịch trình riêng biệt. Ngoài ra, các đài từ một số nước không dự thi cũng phát sóng cuộc thi. Kênh YouTube chính thức của Eurovision cung cấp các luồng phát sóng trực tiếp quốc tế không bao gồm phần bình luận của cả ba vòng thi.
| Quốc gia     | Đài truyền hình    | Kênh                              | Chương trình   | Bình luận viên | Nguồn                                   |
| ------------ | ------------------ | --------------------------------- | -------------- | --- | --------------------------------------- |
| Albania      | RTSH               | RTSH 1, RTSH Muzikë, Radio Tirana | Toàn bộ        | Andri Xhahu | [ 86 ] [ 87 ]                           |
| Armenia      | AMPTV              | Armenia 1                         | Toàn bộ        | Hrachuhi Utmazyan và Sevak Hakobyan                                                                                           | [ 88 ]                                  |
| Úc           | SBS                | SBS                               | Toàn bộ        | Myf Warhurst và Joel Creasey                                                                                                  | [ 89 ] [ 90 ]                           |
| Áo           | ORF                | ORF 1                             | Toàn bộ        | Andi Knoll | [ 91 ] [ 92 ]                           |
| Áo           | ORF                | FM4                               | Chung kết      | Jan Böhmermann và Olli Schulz                                                                                                 | [ 93 ] [ 94 ]                           |
| Azerbaijan   | İTV                | İTV                               | Toàn bộ        | Nurlana Jafarova | [ 95 ]                                  |
| Bỉ           | RTBF               | Tipik                             | BK1            | Tiếng Pháp: Maureen Louys và Jean-Louis Lahaye                                                                                | [ 96 ] [ 97 ] [ 98 ]                    |
| Bỉ           | RTBF               | La Une                            | BK2, Chung kết | Tiếng Pháp: Maureen Louys và Jean-Louis Lahaye                                                                                | [ 96 ] [ 97 ] [ 98 ]                    |
| Bỉ           | RTBF               | VivaCité                          | Chung kết      | Tiếng Pháp: Maureen Louys và Jean-Louis Lahaye                                                                                | [ 96 ] [ 97 ] [ 98 ]                    |
| Bỉ           | VRT                | VRT 1                             | Toàn bộ        | Tiếng Hà Lan: Peter Van de Veire                                                                                              | [ 99 ] [ 100 ]                          |
| Bỉ           | VRT                | Radio 2                           | Chung kết      | Tiếng Hà Lan: Peter Van de Veire                                                                                              | [ 99 ] [ 100 ]                          |
| Croatia      | HRT                | HRT 1                             | Toàn bộ        | Duško Ćurlić | [ 101 ]                                 |
| Croatia      | HRT                | HR 2                              | Toàn bộ        | Zlatko Turkalj | [ 102 ] [ 103 ] [ 104 ] [ 105 ]         |
| Síp          | CyBC               | RIK 1, RIK Sat                    | Toàn bộ        | Melina Karageorgiou và Hovig Demirjian                                                                                        | [ 106 ] [ 107 ] [ 108 ] [ 109 ]         |
| Síp          | CyBC               | RIK Trito                         | Toàn bộ        | Không xác định | [ 110 ] [ 111 ] [ 112 ]                 |
| Cộng hòa Séc | ČT                 | ČT2                               | Toàn bộ        | Vašek Matějovský, Patricie Kaňok Fuxová và Dominika Hašková                                                                   | [ 113 ] [ 114 ]                         |
| Đan Mạch     | DR                 | DR1                               | Toàn bộ        | Ole Tøpholm | [ 115 ] [ 116 ] [ 117 ]                 |
| Estonia      | ERR                | ETV                               | Toàn bộ        | Tiếng Estonia: Marko Reikop                                                                                                   | [ 118 ]                                 |
| Estonia      | ERR                | ETV+                              | Toàn bộ        | Tiếng Nga: Aleksandr Hobotov và Julia Kalenda                                                                                 | [ 118 ]                                 |
| Estonia      | ERR                | ETV2                              | Toàn bộ        | Ngôn ngữ ký hiệu Estonia: nhiều người diễn đạt                                                                                | [ 118 ]                                 |
| Phần Lan     | Yle                | Yle TV1, TV Finland               | Toàn bộ        | Tiếng Phần Lan: Mikko Silvennoinen Tiếng Thụy Điển: Eva Frantz và Johan Lindroos                                              | [ 119 ] [ 120 ] [ 121 ]                 |
| Phần Lan     | Yle                | Yle Radio Suomi                   | Toàn bộ        | Tiếng Phần Lan: Toni Laaksonen và Sanna Pirkkalainen                                                                          | [ 119 ] [ 120 ] [ 121 ]                 |
| Phần Lan     | Yle                | Yle X3M                           | Toàn bộ        | Tiếng Thụy Điển: Eva Frantz và Johan Lindroos                                                                                 | [ 119 ] [ 120 ] [ 121 ]                 |
| Phần Lan     | Yle                | Yle Areena                        | Toàn bộ        | Tiếng Sami Inari: Heli Huovinen và Tiếng Bắc Sami: Aslak Paltto                                                               | [ 119 ] [ 120 ] [ 121 ]                 |
| Phần Lan     | Yle                | Yle Areena                        | BK1, Chung kết | Tiếng Nga: Levan Tvaltvadze                                                                                                   | [ 119 ] [ 120 ] [ 121 ]                 |
| Pháp         | France Télévisions | Culturebox                        | Bán kết        | Nicky Doll | [ 122 ] [ 123 ]                         |
| Pháp         | France Télévisions | France 2                          | Chung kết      | Stéphane Bern và Laurence Boccolini                                                                                           | [ 122 ] [ 123 ]                         |
| Gruzia       | GPB                | 1TV                               | Toàn bộ        | Nika Lobiladze | [ 124 ] [ 125 ]                         |
| Đức          | ARD/NDR            | One                               | Bán kết        | Thorsten Schorn | [ 126 ] [ 127 ] [ 128 ]                 |
| Đức          | ARD/NDR            | Das Erste                         | Chung kết      | Thorsten Schorn | [ 126 ] [ 127 ] [ 128 ]                 |
| Đức          | ARD/RBB            | Radio Eins                        | Chung kết      | Amelie Ernst và Max Spallek                                                                                                   | [ 129 ]                                 |
| Hy Lạp       | ERT                | ERT1                              | Toàn bộ        | Thanasis Alevras và Jérôme Kaluta                                                                                             | [ 130 ] [ 131 ] [ 132 ]                 |
| Hy Lạp       | ERT                | Deftero Programma                 | Toàn bộ        | Dimitris Meidanis | [ 130 ] [ 131 ] [ 132 ]                 |
| Iceland      | RÚV                | RÚV                               | Toàn bộ        | Gunna Dís Emilsdóttir | [ 133 ] [ 134 ] [ 135 ] [ 136 ]         |
| Iceland      | RÚV                | RÚV 2                             | Toàn bộ        | Ngôn ngữ ký hiệu Iceland: nhiều người diễn đạt                                                                                | [ 133 ] [ 134 ] [ 135 ] [ 136 ]         |
| Iceland      | RÚV                | Rás 2                             | BK1, Chung kết | Gunna Dís Emilsdóttir | [ 137 ] [ 138 ]                         |
| Ireland      | RTÉ                | RTÉ One                           | BK1, Chung kết | Marty Whelan | [ 139 ] [ 140 ] [ 141 ] [ 142 ]         |
| Ireland      | RTÉ                | RTÉ2                              | BK2            | Marty Whelan | [ 139 ] [ 140 ] [ 141 ] [ 142 ]         |
| Ireland      | RTÉ                | RTÉ 2fm                           | BK1, Chung kết | Zbyszek Zalinski và Neil Doherty                                                                                              | [ 143 ] [ 144 ]                         |
| Israel       | IPBC               | Kan 11                            | Bán kết        | Asaf Liberman và Akiva Novick                                                                                                 | [ 145 ] [ 146 ] [ 147 ]                 |
| Israel       | IPBC               | Kan 11                            | Chung kết      | Asaf Liberman, Akiva Novick và Yoav Tzafir                                                                                    | [ 145 ] [ 146 ] [ 147 ]                 |
| Israel       | IPBC               | Kan 88, Kan Tarbut, Kan Bet       | Chung kết      | Không xác định | [ 148 ] [ 149 ] [ 150 ]                 |
| Ý            | RAI                | Rai 2                             | Bán kết        | Gabriele Corsi và Mara Maionchi                                                                                               | [ 151 ]                                 |
| Ý            | RAI                | Rai 1                             | Chung kết      | Gabriele Corsi và Mara Maionchi                                                                                               | [ 151 ]                                 |
| Ý            | RAI                | Rai Radio 2                       | Toàn bộ        | Diletta Parlangeli và Matteo Osso                                                                                             | [ 151 ]                                 |
| Latvia       | LTV                | LTV1                              | Bán kết        | Toms Grēviņš | [ 152 ] [ 153 ] [ 154 ]                 |
| Latvia       | LTV                | LTV1                              | Chung kết      | Toms Grēviņš và Lauris Reiniks                                                                                                | [ 152 ] [ 153 ] [ 154 ]                 |
| Litva        | LRT                | LRT TV, LRT Radijas               | Toàn bộ        | Ramūnas Zilnys | [ 155 ] [ 156 ]                         |
| Luxembourg   | RTL                | RTL, RTL Radio                    | Toàn bộ        | Tiếng Luxembourg: Raoul Roos và Roger Saurfeld                                                                                | [ 157 ] [ 158 ]                         |
| Luxembourg   | RTL                | RTL Today                         | Toàn bộ        | Tiếng Anh: Sarah Tapp và Meredith Moss                                                                                        | [ 159 ]                                 |
| Luxembourg   | RTL                | RTL Infos                         | BK1, Chung kết | Tiếng Pháp: Jerôme Didelot và Emma Sorgato                                                                                    | [ 160 ] [ 161 ]                         |
| Malta        | PBS                | TVM                               | Toàn bộ        | Không có bình luận viên | [ 162 ] [ 163 ] [ 164 ]                 |
| Moldova      | TRM                | Moldova 1, Radio Moldova          | Toàn bộ        | Ion Jalbă và Elena Stegari | [ 165 ] [ 166 ]                         |
| Hà Lan       | NPO/AVROTROS       | NPO 1, BVN                        | Toàn bộ        | Cornald Maas và Jacqueline Govaert                                                                                            | [ 167 ] [ 168 ] [ 169 ]                 |
| Hà Lan       | NPO/AVROTROS       | NPO Radio 2                       | Chung kết      | Carolien Borgers | [ 170 ]                                 |
| Na Uy        | NRK                | NRK1                              | Toàn bộ        | Marte Stokstad | [ 171 ]                                 |
| Na Uy        | NRK                | NRK P1                            | Chung kết      | Jon Marius Hyttebakk | [ 171 ]                                 |
| Ba Lan       | TVP                | TVP1, TVP Polonia                 | Toàn bộ        | Artur Orzech | [ 172 ] [ 173 ] [ 174 ]                 |
| Bồ Đào Nha   | RTP                | RTP1, RTP Internacional           | Toàn bộ        | José Carlos Malato và Nuno Galopim                                                                                            | [ 175 ] [ 176 ] [ 177 ] [ 178 ]         |
| Bồ Đào Nha   | RTP                | RTP África                        | BK1, Chung kết | José Carlos Malato và Nuno Galopim                                                                                            | [ 175 ] [ 176 ] [ 177 ] [ 178 ]         |
| San Marino   | SMRTV              | San Marino RTV                    | Toàn bộ        | Lia Fiorio và Gigi Restivo | [ 179 ] [ 180 ]                         |
| Serbia       | RTS                | RTS1, RTS Svet                    | Toàn bộ        | Duška Vučinić | [ 181 ] [ 182 ] [ 183 ]                 |
| Serbia       | RTS                | Radio Beograd 1                   | BK1            | Katarina Epstein | [ 182 ] [ 183 ]                         |
| Serbia       | RTS                | Radio Beograd 1                   | Chung kết      | Katarina Epstein và Nikoleta Dojčinović                                                                                       | [ 182 ] [ 184 ]                         |
| Slovenia     | RTVSLO             | TV SLO 1                          | BK1, Chung kết | Mojca Mavec | [ 185 ] [ 186 ] [ 187 ] [ 188 ]         |
| Slovenia     | RTVSLO             | TV SLO 2                          | BK2            | Mojca Mavec | [ 185 ] [ 186 ] [ 187 ] [ 188 ]         |
| Slovenia     | RTVSLO             | Radio Val 202                     | BK1, Chung kết | Maj Valerij và Igor Bračič | [ 185 ] [ 186 ] [ 187 ] [ 188 ]         |
| Tây Ban Nha  | RTVE               | La 2                              | BK1            | Tiếng Tây Ban Nha: Julia Varela và Tony Aguilar                                                                               | [ 189 ] [ 190 ] [ 191 ] [ 192 ]         |
| Tây Ban Nha  | RTVE               | La 1                              | BK2            | Tiếng Tây Ban Nha: Julia Varela và Tony Aguilar                                                                               | [ 189 ] [ 190 ] [ 191 ] [ 192 ]         |
| Tây Ban Nha  | RTVE               | La 1                              | Chung kết      | Tiếng Tây Ban Nha: Julia Varela và Tony Aguilar Tiếng Catalan: Sònia Urbano và Xavi Martínez                                  | [ 189 ] [ 190 ] [ 191 ] [ 192 ]         |
| Tây Ban Nha  | RTVE               | TVE Internacional                 | Toàn bộ        | Tiếng Tây Ban Nha: Julia Varela và Tony Aguilar                                                                               | [ 193 ]                                 |
| Tây Ban Nha  | RTVE               | Radio Nacional                    | Chung kết      | Tiếng Tây Ban Nha: David Asensio, Sara Calvo, Ángela Fernández, Manu Martín-Albo và Luis Miguel Montes                        | [ 194 ]                                 |
| Tây Ban Nha  | RTVE               | Ràdio 4                           | Chung kết      | Tiếng Catalan: Sònia Urbano và Xavi Martínez                                                                                  | [ 192 ]                                 |
| Thụy Điển    | SVT                | SVT1                              | Toàn bộ        | Tiếng Thụy Điển: Tina Mehrafzoon và Edward af Sillén                                                                          | [ 195 ] [ 196 ] [ 197 ] [ 198 ]         |
| Thụy Điển    | SVT                | SVT Play                          | Chung kết      | Tiếng Sami Inari: Heli Huovinen và Tiếng Bắc Sami: Aslak Paltto                                                               | [ 199 ] [ 200 ] [ 201 ]                 |
| Thụy Điển    | SR                 | SR P4                             | Toàn bộ        | Tiếng Thụy Điển: Carolina Norén                                                                                               | [ 202 ] [ 203 ] [ 204 ]                 |
| Thụy Sĩ      | SRG SSR            | RSI La 2                          | Bán kết        | Tiếng Ý: Ellis Cavallini và Gian-Andrea Costa                                                                                 | [ 205 ] [ 206 ] [ 207 ]                 |
| Thụy Sĩ      | SRG SSR            | RSI La 1                          | Chung kết      | Tiếng Ý: Ellis Cavallini và Gian-Andrea Costa                                                                                 | [ 208 ] [ 209 ]                         |
| Thụy Sĩ      | SRG SSR            | RTS 2                             | Bán kết        | Tiếng Pháp: Jean-Marc Richard và Nicolas Tanner                                                                               | [ 210 ]                                 |
| Thụy Sĩ      | SRG SSR            | RTS 1                             | Chung kết      | Tiếng Pháp: Jean-Marc Richard, Nicolas Tanner và Julie Berthollet                                                             | [ 209 ]                                 |
| Thụy Sĩ      | SRG SSR            | SRF zwei                          | Bán kết        | Tiếng Đức: Sven Epiney | [ 211 ]                                 |
| Thụy Sĩ      | SRG SSR            | SRF 1                             | Chung kết      | Tiếng Đức: Sven Epiney | [ 211 ]                                 |
| Ukraina      | Suspilne           | Suspilne Kultura                  | Bán kết        | Tiếng Ukraina: Timur Miroshnychenko                                                                                           | [ 212 ] [ 213 ] [ 214 ] [ 215 ] [ 216 ] |
| Ukraina      | Suspilne           | Suspilne Kultura                  | Chung kết      | Tiếng Ukraina: Timur Miroshnychenko và Vasyl Baidak                                                                           | [ 212 ] [ 213 ] [ 214 ] [ 215 ] [ 216 ] |
| Ukraina      | Suspilne           | Suspilne Kultura                  | Toàn bộ        | Ngôn ngữ ký hiệu Ukraina: Tetiana Zhurkova, Inna Petrova, Iryna Skolotova, Yuliia Porplik, Anfisa Boldusieva và Lada Sokoliuk | [ 212 ] [ 213 ] [ 214 ] [ 215 ] [ 216 ] |
| Ukraina      | Suspilne           | Radio Promin                      | Toàn bộ        | Dmytro Zakharchenko và Lesia Antypenko                                                                                        | [ 213 ] [ 215 ] [ 217 ]                 |
| Anh Quốc     | BBC                | BBC One                           | Bán kết        | Scott Mills và Rylan Clark | [ 218 ]                                 |
| Anh Quốc     | BBC                | BBC One                           | Chung kết      | Graham Norton | [ 218 ]                                 |
| Anh Quốc     | BBC                | BBC Red Button                    | Toàn bộ        | Ngôn ngữ ký hiệu Anh Quốc: nhiều người diễn đạt                                                                               | [ 219 ] [ 220 ] [ 221 ]                 |
| Anh Quốc     | BBC                | BBC Radio 2                       | Bán kết        | Richie Anderson | [ 218 ]                                 |
| Anh Quốc     | BBC                | BBC Radio 2                       | Chung kết      | Scott Mills và Rylan Clark | [ 218 ]                                 |

| Quốc gia      | Đài truyền hình | Kênh                  | Chương trình | Bình luận viên                                               | Nguồn           |
| ------------- | --------------- | --------------------- | ------------ | ------------------------------------------------------------ | --------------- |
| Brazil        | Zapping         | Zapping Music Live    | Chung kết    | Priscila Bertozzi                                            | [ 222 ]         |
| Chile         | Zapping         | Zapping Channel       | Chung kết    | Rayén Araya và Ignacio Lira                                  | [ 223 ]         |
| Kosovo        | RTK             | RTK 1, Radio Kosovo 2 | Toàn bộ      | Agron Krasniqi và Egzona Rafuna                              | [ 224 ]         |
| Montenegro    | RTCG            | TVCG 1                | Toàn bộ      | Dražen Bauković                                              | [ 225 ] [ 226 ] |
| Montenegro    | RTCG            | Radio 98              | Toàn bộ      | Không xác định                                               | [ 225 ] [ 226 ] |
| Bắc Macedonia | MRT             | MRT 1, Radio Skopje   | Toàn bộ      | Aleksandra Jovanovska                                        | [ 227 ]         |
| Peru          | Zapping         | Zapping Music Live    | Chung kết    | Rayén Araya và Ignacio Lira                                  | [ 228 ]         |
| Slovakia      | RTVS            | Rádio FM              | Chung kết    | Daniel Baláž, Lucia Haverlík, Pavol Hubinák và Juraj Malíček | [ 229 ] [ 230 ] |
| Hoa Kỳ        | NBC             | Peacock               | Toàn bộ      | Không có bình luận viên                                      | [ 231 ] [ 232 ] |
| Hoa Kỳ        | WJFD-FM         | WJFD-FM               | Chung kết    | Ewan Spence và Samantha Ross                                 | [ 233 ]         |

## Sự cố và tranh cãi
Cuộc thi năm 2024 được một số ấn phẩm coi là một cuộc thi đặc biệt gây tranh cãi. Tờ báo Scotland The National viết, "rất rõ ràng rằng, theo lời của quán quân Nemo sau khi chiến thắng, 'có lẽ Eurovision cần một chút sửa chữa'."

### Sự tham gia của Israel

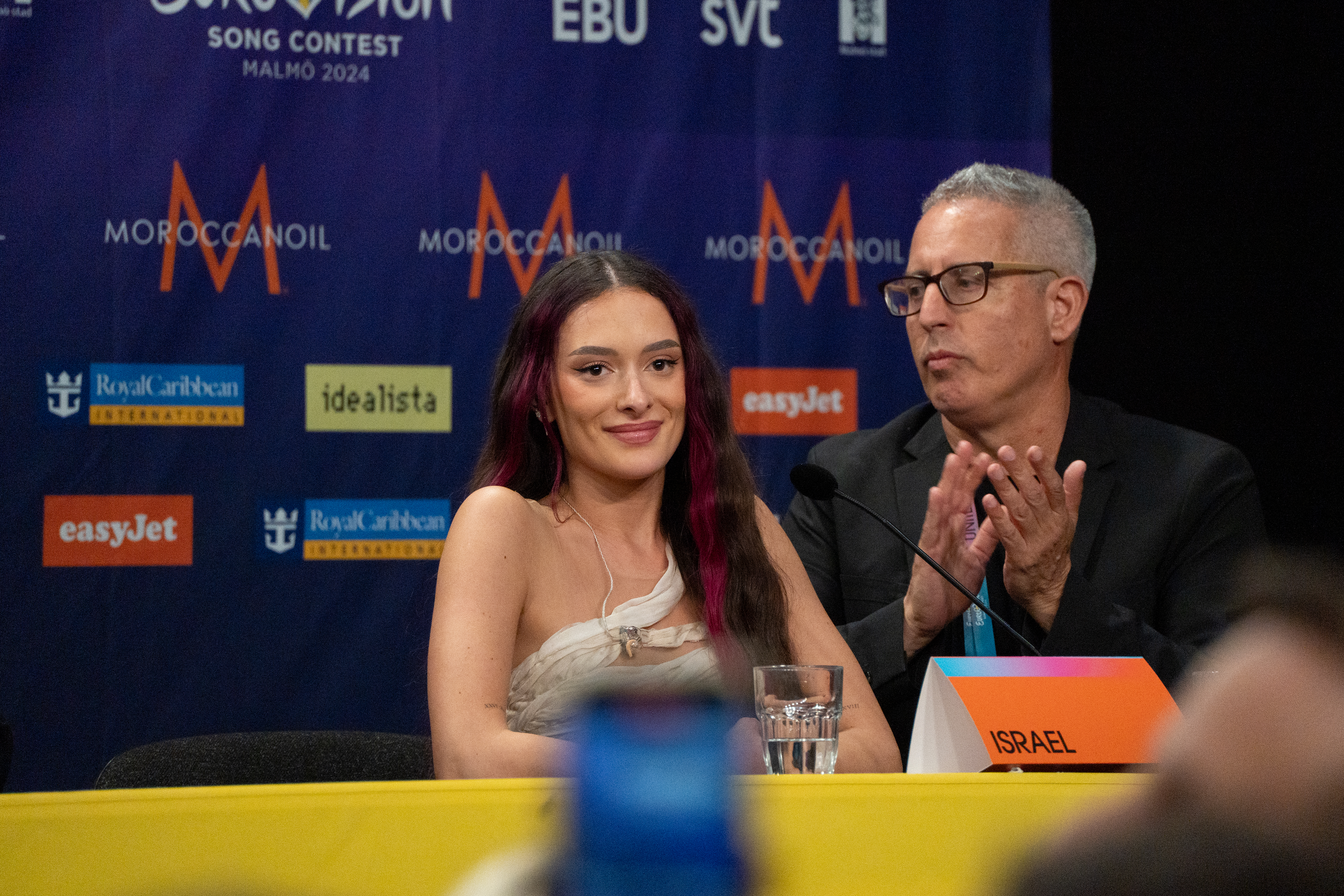
Đại diện Israel, Eden Golan, tại buổi họp báo sau bán kết 2

Việc Israel tham gia cuộc thi đã gây tranh cãi trong bối cảnh chiến tranh Israel – Hamas. Đã có những lời kêu gọi truất quyền dự thi của Israel, và khi EBU từ chối điều này, đã có nhiều chiến dịch kêu gọi các nghệ sĩ và người xem tham gia tẩy chay cuộc thi. Vòng tuyển chọn quốc gia của Israel cho cuộc thi cũng gây tranh cãi, kết thúc với việc bài hát dự thi được chọn bị yêu cầu viết lại, do lời  của phiên bản gốc của bài hát, mang tựa đề "October Rain", được coi là ám chỉ cuộc tấn công ngày 7 tháng 10, vi phạm các quy tắc trung lập về chính trị; sau đó nó được đổi tên thành "Hurricane". Các nghệ sĩ tham gia khác bác bỏ việc tẩy chay nhưng kêu gọi hòa bình trong khu vực. Israel đứng hạng hai trong phần bầu chọn của khán giả và hạng năm chung cuộc, kết quả một phần được cho là do một chiến dịch của Bộ Ngoại giao Israel nhằm thúc đẩy công chúng bầu chọn cho Israel.

### Cử chỉ ủng hộ Palestine trên sân khấu
Trước trận bán kết đầu tiên, thí sinh Bambie Thug của Ireland được yêu cầu thay dòng chữ Ogham viết trên người họ có nội dung 'ngưng bắn' và 'tự do cho Palestine'. Trong màn mở màn của trận bán kết đầu tiên, Eric Saade, có cha là người Palestine, đã biểu diễn với chiếc keffiyeh. EBU tuyên bố rằng keffiyeh của anh ấy là một biểu tượng chính trị và họ lấy làm tiếc vì hành động của Saade là "vi phạm tính chất phi chính trị của sự kiện".
Trong đêm chung kết, thí sinh người Bồ Đào Nha Iolanda đã vẽ móng tay có các biểu tượng Palestine và nói rằng "hòa bình sẽ thắng thế" khi kết thúc màn trình diễn của cô. Phái đoàn Bồ Đào Nha sau đó tuyên bố rằng EBU đã không tải màn trình diễn của Iolanda trong chung kết lên nền tảng của mình mà thay vào đó sử dụng màn trình diễn ở trận bán kết vì điều này. Đài truyền hình Bồ Đào Nha RTP đã đưa ra khiếu nại lên EBU và màn trình diễn của Iolanda trong trận chung kết được tải lên sau đó. EBU cho biết sự cố kỹ thuật là nguyên nhân khiến màn trình diễn ở trận bán kết ban đầu được tải lên thay vì màn trình diễn từ chung kết.

### Cáo buộc hành vi sai trái
Ngay sau trận bán kết đầu tiên, một đơn khiếu nại chính thức đã được gửi tới EBU liên quan đến tuyên bố rằng các thành viên của câu lạc bộ người hâm mộ Israel, hai trong số đó có liên kết chính thức với EBU, "[quấy rối] phái đoàn Ireland tại hộp đêm EuroClub." Các video chưa được xác minh đã được đăng tải cho thấy "các đại biểu và nhà báo Israel quấy rối các phương tiện truyền thông và phái đoàn khác", đồng thời, một phóng viên Tây Ban Nha đã bị truyền thông Israel quấy rối sau khi hô khẩu hiệu ủng hộ Palestine, khiến đài truyền hình Tây Ban Nha RTVE phải yêu cầu EBU "đảm bảo quyền tự do báo chí và quan điểm." Ireland, Thụy Sĩ và Hy Lạp đều vắng mặt trong lễ diễu hành cờ của buổi thử trang phục thứ ba cho đêm chung kết, được tổ chức vào buổi chiều trước chương trình trực tiếp. Bambie Thug nói rằng họ vắng mặt do "một tình huống [...] mà [họ] cảm thấy cần sự quan tâm khẩn cấp từ EBU". Đài truyền hình Hà Lan AVROTROS đã đưa ra hai khiếu nại tới EBU liên quan đến "môi trường không an toàn trong nhà thi đấu". Không có hành động nào được thực hiện đối với các khiếu nại trong suốt cuộc thi. Theo đưa tin của tờ báo Na Uy VG, Hy Lạp, Ireland, Na Uy, Bồ Đào Nha, Thụy Sĩ và Anh Quốc đều cân nhắc rút lui khỏi trận chung kết, trước khi đạt được thỏa thuận với EBU 25 phút trước khi chương trình bắt đầu. Đài truyền hình Hy Lạp ERT, trưởng phái đoàn Thụy Sĩ Yves Schifferle và cơ quan quản lý của Iolanda phủ nhận việc các phái đoàn đã cân nhắc việc rút lui; Schifferle xác nhận rằng chính Nemo đã dẫn đầu các cuộc đàm phán với EBU. Magnus Børmark, nghệ sĩ guitar của đại diện Na Uy Gåte, cũng xác nhận rằng đã có các cuộc đàm phán rút lui.
Sau cuộc thi, các phái đoàn từ Serbia và Slovenia tuyên bố rằng họ sẽ chuẩn bị khiếu nại lên EBU về hành vi của phái đoàn Israel. Phái đoàn Bồ Đào Nha đã yêu cầu EBU làm rõ về các sự cố xảy ra hậu trường đêm chung kết, được các phái đoàn từ Croatia, Pháp, Na Uy và Tây Ban Nha ủng hộ. Phái đoàn Israel cáo buộc các phái đoàn và nghệ sĩ khác "gây áp lực to lớn và thể hiện sự thù hận chưa từng có". EBU đã tiến hành một cuộc điều tra độc lập về các khiếu nại liên quan đến bầu không khí làm việc trong cuộc thi, và vào ngày 1 tháng 7 năm 2024, EBU đã công bố một số thay đổi về tổ chức cuộc thi. Trong số này có việc tạo ra vai trò giám đốc cuộc thi để giám sát công việc của tổng giám sát và người đứng đầu thương hiệu và thương mại, cũng như các khuyến nghị về việc bổ nhiệm chức vụ quản lý phúc lợi và đội ngũ xử lý khủng hoảng.

### Khiếu nại về tinh chỉnh âm thanh từ nhà thi đấu
Trước, trong và sau buổi biểu diễn của Israel, tiếng la ó của khán giả trong nhà thi đấu đã được nghe thấy. Người hâm mộ khẳng định rằng âm lượng tiếng la ó trong các chương trình phát sóng đã được giảm xuống nhờ công nghệ chống la ó, và những tràng pháo tay ghi âm trước đã được phát thay thế. Giám đốc của RTP, Nicolau Santos, cũng như AVROTROS, ủng hộ những tuyên bố này và chỉ trích việc EBU sử dụng công nghệ chống la ó. Đài truyền hình Slovenia RTVSLO cũng khiếu nại về việc âm thanh bị chỉnh sửa. EBU và SVT phủ nhận những cáo buộc này, nói rằng họ "không tinh chỉnh âm thanh từ khán giả trong nhà thi đấu. Nguyên tắc tương tự áp dụng cho tất cả các tiết mục dự thi cũng như các tiết mục mở đầu và giải lao." Công nghệ chống la ó trước đây đã được sử dụng tại cuộc thi năm 2015.

### Kết quả bầu chọn của khán giả
Vào cuối buổi phát sóng bán kết 2 mà Ý bỏ phiếu, đài truyền hình RAI của Ý đã hiển thị kết quả bỏ phiếu qua điện thoại được ghi nhận trong nước. Điều này trái với quy định của cuộc thi rằng kết quả chi tiết của tất cả các vòng thi chỉ được công bố sau chung kết. Sau đó RAI đã làm rõ rằng kết quả hiển thị trên sóng truyền hình không phải là kết quả đầy đủ. Kết quả của Ý được công bố sau cuộc thi khác với kết quả được phát sóng. Sau cuộc thi, RTVSLO đặt câu hỏi về kết quả bỏ phiếu của khán giả, với lý do nghi ngờ về tính hợp lệ của kết quả của khán giả Slovenia, cũng như đặt câu hỏi về việc giới thiệu phân mục bỏ phiếu cho phần còn lại của thế giới.

### Hà Lan bị loại khỏi chung kết

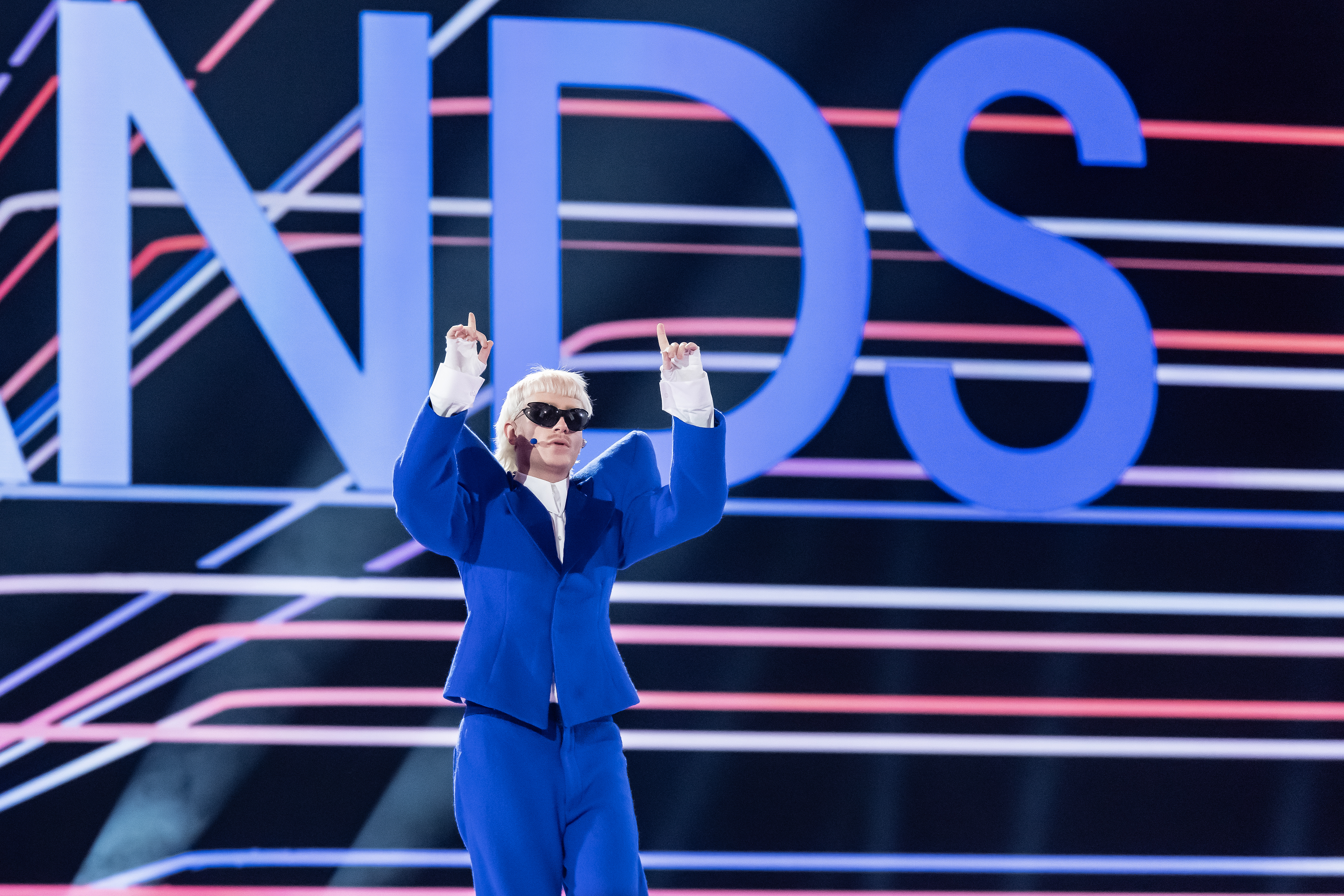
Đại diện Hà Lan, Joost Klein, tại buổi diễn tập đầu tiên cho đêm chung kết

Trong buổi diễn tập đầu tiên cho đêm chung kết, đại diện Hà Lan Joost Klein đã không xuất hiện để trình diễn dù có mặt trong lễ duyệt cờ. Một thông cáo báo chí của EBU cho biết họ đang "điều tra một vụ việc được báo cáo liên quan đến nghệ sĩ người Hà Lan", cũng như "anh ấy [sẽ] không diễn tập cho đến khi có thông báo mới". Klein cũng không có mặt trong buổi trình diễn cho ban giám khảo, và thay vào đó, bản ghi âm màn trình diễn của anh ấy từ vòng bán kết 2 đã được sử dụng thay thế.
Vụ việc xảy ra ở hậu trường ngay sau màn trình diễn của Klein trong trận bán kết thứ hai và liên quan đến một nữ người điều khiển máy quay, người này đã đệ đơn khiếu nại Klein lên Cơ quan Cảnh sát Thụy Điển. Klein được cho là đã có cử chỉ đe dọa đối với người điều khiển máy quay, sau khi nữ người điều hành máy quay ghi lại cảnh Klein trên đường đến phòng xanh; AVROTROS tuyên bố đã đồng ý rằng anh ấy sẽ không được quay phim ở đó. Thông tin chi tiết khác về cuộc xung đột vẫn chưa rõ ràng; tuy nhiên, Cơ quan Cảnh sát Thụy Điển tuyên bố rằng không có vụ hành hung nào xảy ra. AVROTROS và tổ chức phát thanh truyền hình mẹ NPO đã thảo luận với EBU, và EBU cuối cùng quyết định truất quyền thi đấu của Hà Lan tại chung kết. Đây là lần đầu tiên trong lịch sử cuộc thi có một thí sinh bị loại sau khi lọt vào vòng chung kết, kể từ khi vòng bán kết được giới thiệu. AVROTROS gọi hình phạt là "rất nặng và không tương xứng".

### Thực thi chính sách cờ

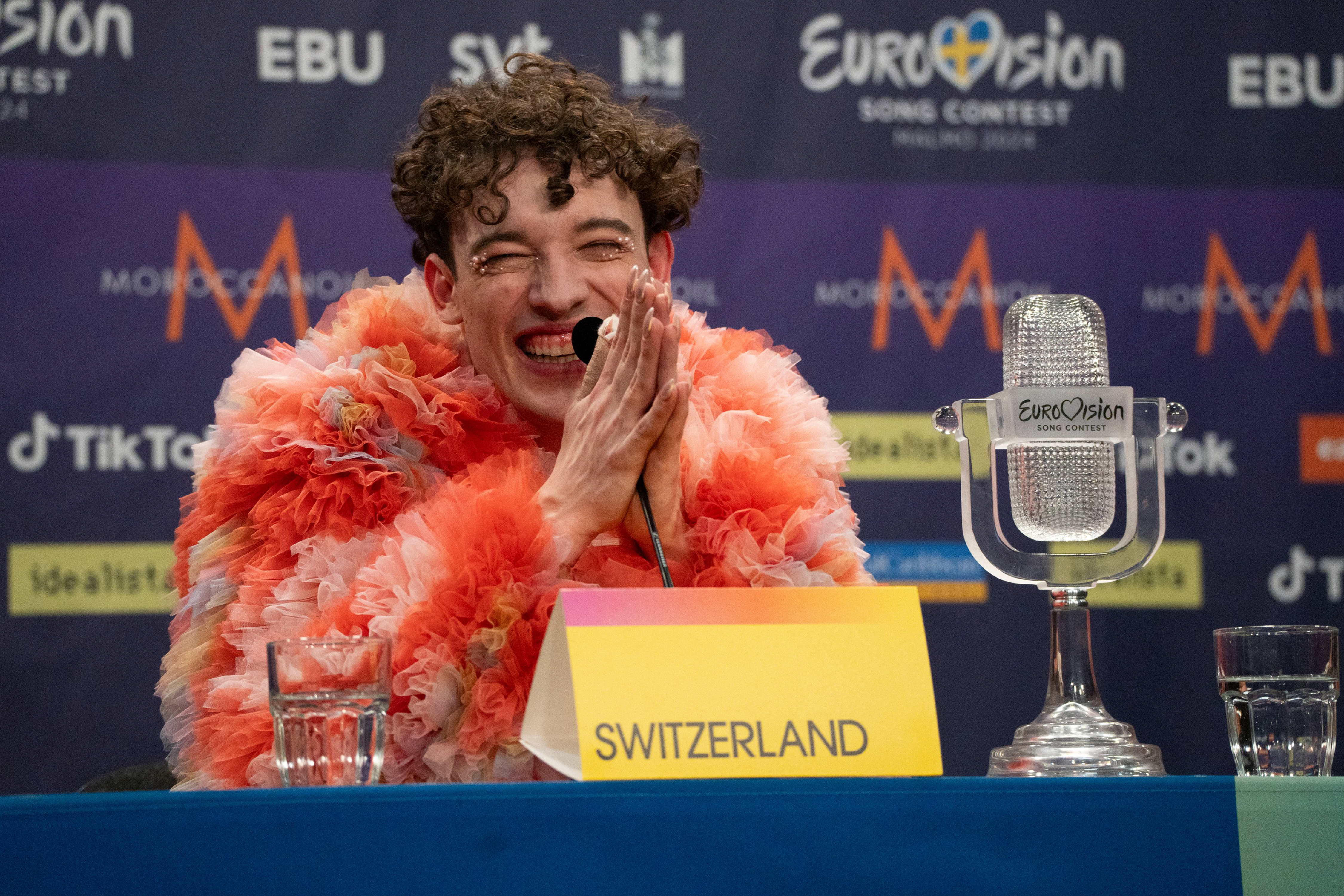
Quán quân cuộc thi năm 2024 đại diện cho Thụy Sĩ, Nemo, tại buổi họp báo sau chung kết

Nemo, nghệ sĩ giành chiến thắng cho Thụy Sĩ, khẳng định trong một cuộc họp báo sau chung kết rằng lá cờ phi nhị nguyên giới đã bị EBU cấm sử dụng tại nhà thi đấu, đồng thời cáo buộc ban tổ chức vì đã biểu hiện "tiêu chuẩn kép" liên quan đến việc buộc người hâm mộ phải vứt bỏ cờ của họ trước khi vào nhà thi đấu. Nemo, nghệ sĩ phi nhị giới công khai đầu tiên giành chiến thắng cuộc thi, thừa nhận đã vi phạm điều này khi mang một lá cờ phi nhị giới vào để sử dụng trong phòng xanh. Phó chủ tịch Ủy ban Châu Âu, Margaritis Schinas, cũng khẳng định vào ngày 13 tháng 5 rằng lá cờ của Liên minh Châu Âu (EU) nằm trong số những lá cờ không được phép mang vào; ông sau đó đã đệ đơn khiếu nại chính thức lên EBU, sau khi gọi đây là "món quà" dành cho "kẻ thù của châu Âu", một tháng trước cuộc bầu cử Nghị viện châu Âu năm 2024. EBU phản hồi rằng "Chính sách của SVT là cho phép mang cờ của các quốc gia tham gia và cờ cầu vồng", rằng không có lệnh cấm rõ ràng đối với cờ EU trong văn bản chính sách, và rằng "do căng thẳng địa chính trị gia tăng, chính sách treo cờ đã được thực thi nghiêm ngặt hơn bởi đội ngũ an ninh tại sự kiện năm nay." EBU cũng tuyên bố rằng họ sẽ xem xét lại chính sách cờ với Tập đoàn Phát thanh Truyền hình Thụy Sĩ (SRG SSR), nơi sẽ tổ chức cuộc thi năm 2025 sau chiến thắng của Nemo.